# Coche del Año en España
El Coche del Año en España es un galardón que se otorga anualmente al mejor automóvil lanzado en España en los últimos doce meses antes de enero del año correspondiente. El premio fue creado tomando como modelo el título de Coche del Año en Europa en 1972 por el periódico ABC, a través de su sección semanal Mundomóvil, dedicada al mundo del motor. El vehículo vencedor es elegido por un jurado compuesto por periodistas de revistas del motor y de prensa generalista, el número de miembros del motor así como la cantidad de automóviles candidatos ha ido en aumento desde la primera edición; en 1972 votaron trece periodistas que debían escoger entre cinco vehículos —Renault 5, Seat 127, Citroën Dyane, Austin Victoria y Simca 1200— mientras que para elegir al Coche del Año en España de 2013 los treinta y seis miembros de jurado debían escoger entre más de cincuenta modelos.
El primer Coche del Año en España fue el Renault 5, mientras que el último, el del año 2025, es el Renault 5 E-Tech eléctrico. En todas las ediciones se ha elegido un automóvil excepto en la de 1994, cuando dos modelos completamente diferentes —Renault Twingo y Citroën Xantia— quedaron empatados.

## Bases
El concurso está regulado por unas bases, que se han ido modificando a lo largo de todas las ediciones; tras el empate que se produjo en 1994 se introdujo la norma de que solo podría resultar vencedor un modelo, el que obtuviera mayor número de votaciones máximas. Las bases establecen el funcionamiento básico del galardón: la selección de vehículos participantes, de los miembros del jurado, los criterios de selección así como los sistemas de voto y de recuento de las puntuaciones.
La selección del Coche del Año en España de 2007 se regió por los siguientes catorce puntos:

1. El panel de votación lo formarán todos los modelos que hayan sido presentados a los medios de comunicación antes del 10 de diciembre,y que hayan sido comercializados en España antes del 31 de diciembre del año en curso. Se entenderá por "modelos", aquellos vehículos que como mínimo presenten una nueva carrocería, y, por "comercializados en España", que estén presentes en los concesionarios de la marca y con lista de PVP publicada.
2. La selección de miembros del jurado se realiza por parte de "Diario ABC", entre aquellos soportes cuyos responsables de la sección de motor hayan asistido, a lo largo del año, a las presentaciones y pruebas que organizan las marcas automovilísticas para dar a conocer sus nuevos modelos. Esta selección tendrá en cuenta el soporte y la sección dedicada al motor; su difusión, audiencia y la comunidad autónoma dónde se distribuye, con el fin de garantizar una distribución geográfica nacional efectiva.
3. El Diario ABC enviará un correo electrónico cada año a los responsables de la sección de motor de los soportes seleccionados invitándoles a tomar parte en el Premio. Se adjuntarán las bases del mismo. Para confirmar su aceptación como Jurado deberán remitir, antes del 3 de noviembre del año en curso, el formulario de aceptación de nombramiento, al correo electrónico de ABC.
4. Con estas respuestas, ABC, antes del 8 de noviembre, elaborará la lista definitiva de los medios cuyos representantes formarán el Jurado. Esta lista será pública.
5. A partir del 1 de diciembre, del año en curso, Diario ABC enviará a los miembros del jurado un correo electrónico donde se incluirá, el cuadro de la votación y las instrucciones para votar.
6. Cada miembro del Jurado deberá enviar su votación por correo electrónico antes del día 16 de diciembre del presente año. En el caso de que un miembro del Jurado remitiese más de una votación, sólo se tendrá en cuenta la última, y no se abrirán las papeletas con fecha anterior a la misma.
7. Sistema de la votación: cada miembro del Jurado dispondrá de un total de 10 puntos que tendrá que utilizar en su totalidad.  Estos 10 puntos deberá repartirlos entre un mínimo de tres modelos y un máximo de seis. El máximo de puntos que puede otorgar a cada modelo es de 5, el mínimo de 1 y no podrán utilizarse decimales.
8. Cada año un único modelo recibe el Premio ABC al "Mejor Coche del Año". En el caso de producirse un empate, será ganador el modelo que haya obtenido mayor número de puntuaciones máximas. Si al aplicar el primer criterio de desempate se mantuviera éste, se considerará el mayor número de votaciones de 4 puntos y así sucesivamente hasta deshacer el empate.
9. Criterios de valoración: los miembros del Jurado tendrán en consideración los siguientes aspectos: estética, seguridad activa y pasiva, innovación tecnológica, confort de uso, servicio y mantenimiento postventa, y, relación calidad-precio. También se tendrán en cuenta valores ecológicos, como el  nivel de las emisiones de escape y componentes reciclables.
10. Al final del mes de Diciembre el Notario de Madrid, Don Miguel Mestanza realizará el recuento de los votos en presencia de un miembro de la organización del Premio ABC, Mejor Coche del Año 2007.
11. Tras el recuento de los votos se emitirá el correspondiente acta notarial y se publicará el resultado en el Diario ABC, siendo secreta la votación de cada uno de los jurados y público el número total de votos obtenido por cada modelo de coche.
12. La marca cuyo modelo resulte ganador podrá hacer uso del título de "ABC, Mejor Coche del Año" en España, en la comunicación referida al modelo ganador, durante el año natural y deberá hacer notoria constancia del logotipo del premio.
13. La participación en el Premio "ABC Mejor Coche del Año" supone la plena aceptación de estas Bases.
14. Diario ABC es titular de la marca "ABC Mejor Coche del Año".

Bases del premio ABC Mejor Coche del Año 2007. Diario ABC. Octubre de 2006

## Resultados

### Resultados por fabricante
| Fabricante            | Victorias | Modelos premiados |
| --------------------- | --------- | --- |
| Alfa Romeo            | 1         | 156 (1998) |
| Simca/Chrysler/Talbot | 3         | 1200 (1975); 150 (1978); Horizon (1981) |
| Chrysler              | 1         | PT Cruiser (2001) |
| Citroën               | 10        | Citroën GS (1974); Citroën CX (1977); Citroën BX (1984); Citroën AX (1988); Citroën ZX (1992); Citroën Xantia (1994); Citroën C3 (2003); Citroën C2 (2004); Citroën C5 (2009); Citroën C4 Cactus (2015) |
| Fiat                  | 3         | Cinquecento (1993); Bravo (1996); Punto (2000) |
| Ford                  | 2         | Escort (1982); Fiesta (1990) |
| Hyundai               | 5         | i30 (2008); ix35 (2011); Tucson (2016); Kona (2019); Kona (2024) |
| Kia                   | 1         | Sportage (2023) |
| Opel                  | 1         | Astra (2010) |
| Peugeot               | 8         | 205 (1985); 206 (1999); 307 (2002); 407 (2005); 1007 (2006); 207 (2007); 508 (2012); 208 (2013); |
| Renault               | 11        | 5 (1973); 18 (1979); 9 (1983); 21 (1987); 19 (1989); Clio (1991); Twingo (1994); Laguna (1995); Mégane (1997); Arkana (2022), 5 EV (2025)                                                               |
| SEAT                  | 8         | 131 (1976); Ritmo (1980); Málaga (1986); León (2014); Ateca (2017); Ibiza (2018); Tarraco (2020); León (2021)                                                                                           |

### Resultados por año
| Año  | Ganador                         | Ganador | Segundo               | Segundo | Tercero                     | Tercero |
| Año  | Automóvil                       | Puntos  | Automóvil             | Puntos  | Automóvil                   | Puntos  |
| ---- | ------------------------------- | ------- | --------------------- | ------- | --------------------------- | ------- |
| 1973 | Renault 5                       | 386,6   | SEAT 127              | 377,9   | Simca 1200                  | 370,8   |
| 1974 | Citroën GS                      | 725,5   | SEAT 124 (Coupé 1800) | 651,5   | SEAT 1430 (1600)            | 630,5   |
| 1975 | Simca 1200                      | 921     | Renault 7             | 918     | SEAT 132                    | 897     |
| 1976 | SEAT 131                        | 1555,4  | SEAT 1200 Sport       | 1525,7  | Renault 5                   | 1495,7  |
| 1977 | Citroën CX                      | 2106    | Renault 12            | 1968    | Simca 1200                  | 1935    |
| 1978 | Chrysler 150                    | 2116    | SEAT 127              | 2035    | SEAT 128                    | 1962    |
| 1979 | Renault 18                      | 2493    | Peugeot 504           | 2314    | SEAT 131 Supermirafiori     | 2285    |
| 1980 | SEAT Ritmo                      | 2762    | Talbot 150            | 2688    | Citroën GSA                 | 2633    |
| 1981 | Talbot Horizon                  | 3283    | Peugeot 505           | 3245    | SEAT Ritmo                  | 3180    |
| 1982 | Ford Escort                     | 2457    | Talbot Solara         | 2218    | Citroën Visa                | 1875    |
| 1983 | Renault 9                       | 2343    | Opel Corsa            | 2143    | Talbot Samba                | 1993    |
| 1984 | Citroën BX                      |         | Volkswagen Golf       |         | Fiat Uno                    |         |
| 1985 | Peugeot 205                     | 2337    | SEAT Ibiza            | 2222    | Renault 11                  | 1953    |
| 1986 | SEAT Málaga                     | 297     | Renault Supercinco    | 284     | Ford Scorpio                | 217     |
| 1987 | Renault 21                      | 300     | Opel Kadett           | 183     | Opel Omega                  | 160     |
| 1988 | Citroën AX                      | 346     | Peugeot 309           | 303     | Audi 80                     | 135     |
| 1989 | Renault 19                      | 308     | Opel Vectra           | 164     | Fiat Tipo                   | 162     |
| 1990 | Ford Fiesta                     | 31      | Renault 21            | 17      | Renault 19                  | 10      |
| 1991 | Renault Clio                    | 74      | Ford Orion            | 47      | Fiat Tempra                 | 42      |
| 1992 | Citroën ZX                      | 57      | Opel Astra            | 21      | SEAT Toledo                 | 11      |
| 1993 | Fiat Cinquecento                | 80      | Renault Safrane       | 13      | Nissan Micra                | 3       |
| 1994 | Renault Twingo y Citroën Xantia | 127     | Mercedes-Benz Clase C |         | Ford Mondeo                 |         |
| 1995 | Renault Laguna                  |         | Fiat Punto            |         | Volkswagen Polo             |         |
| 1996 | Fiat Bravo                      |         | Audi A4               |         | Peugeot 406                 |         |
| 1997 | Renault Mégane                  |         | Volkswagen Passat     |         | Renault Scenic              |         |
| 1998 | Alfa Romeo 156                  |         | Volkswagen Golf       |         | Opel Sintra                 |         |
| 1999 | Peugeot 206                     |         | Opel Astra            |         | Ford Focus                  |         |
| 2000 | Fiat Punto                      |         | Opel Zafira           |         | SEAT León                   |         |
| 2001 | Chrysler PT Cruiser             |         | Opel Corsa            |         | Ford Mondeo                 |         |
| 2002 | Peugeot 307                     |         | Renault Laguna        |         | Citroën C5                  |         |
| 2003 | Citroën C3                      | 229     | Renault Mégane        | 171     | Mazda 6                     | 43      |
| 2004 | Citroën C2                      | 213     | Fiat Panda            | 167     | Renault Scénic              | 37      |
| 2005 | Peugeot 407                     | 203     | Citroën C4            | 163     | Renault Modus               | 61      |
| 2006 | Peugeot 1007                    | 202     | Renault Clio          | 109     | Fiat Grande Punto           | 51      |
| 2007 | Peugeot 207                     | 165     | Citroën C4 Picasso    | 165     | Chevrolet Captiva           | 81      |
| 2008 | Hyundai i30                     | 220     | Fiat 500              | 52      | Ford Mondeo                 | 36      |
| 2009 | Citroën C5                      | 140     | Renault Mégane        | 123     | Ford Fiesta                 | 42      |
| 2010 | Opel Astra                      | 192     | Citroën C3 Picasso    | 62      | Toyota iQ y Volkswagen Polo | 59      |
| 2011 | Hyundai ix35                    | 201     | Opel Meriva           | 41      | Citroën C3                  | 36      |
| 2012 | Peugeot 508                     | 186     | Range Rover Evoque    | 67      | Hyundai i40                 | 37      |
| 2013 | Peugeot 208                     | 137     | SEAT Toledo           | 79      | Hyundai i30                 | 57      |
| 2014 | SEAT Leon                       | 142     | Peugeot 308           | 94      | Renault Captur              | 24      |
| 2015 | Citroën C4 Cactus               | 133     | Renault Twingo        | 33      | Hyundai i20                 | 31      |
| 2016 | Hyundai Tucson                  | 138     | Renault Kadjar        | 89      | Opel Astra                  | 22      |
| 2017 | SEAT Ateca                      | 166     | Peugeot 3008          | 142     | Citroën C3                  | 87      |
| 2018 | SEAT Ibiza                      | 293     | Hyundai i30           | 252     | Citroën C3 Aircross         | 175     |
| 2019 | Hyundai Kona                    | 312     | Peugeot 508           | 264     | SEAT Arona                  | 182     |
| 2020 | SEAT Tarraco                    |         | Citroën C5 Aircross   |         | Audi A1                     |         |
| 2021 | SEAT León                       |         | Renault Captur        |         | Volvo XC40 Recharge         |         |
| 2022 | Renault Arkana                  |         | Ford Mustang Mach-E   |         | SEAT Arona                  |         |
| 2023 | Kia Sportage                    |         | Renault Austral       |         | Cupra Born                  |         |
| 2024 | Hyundai Kona                    |         | Audi Q8 E-Tron        |         | Renault Espace              |         |
| 2025 | Renault 5 E-Tech                |         | Cupra Terramar        |         | Audi A3                     |         |

## Galería

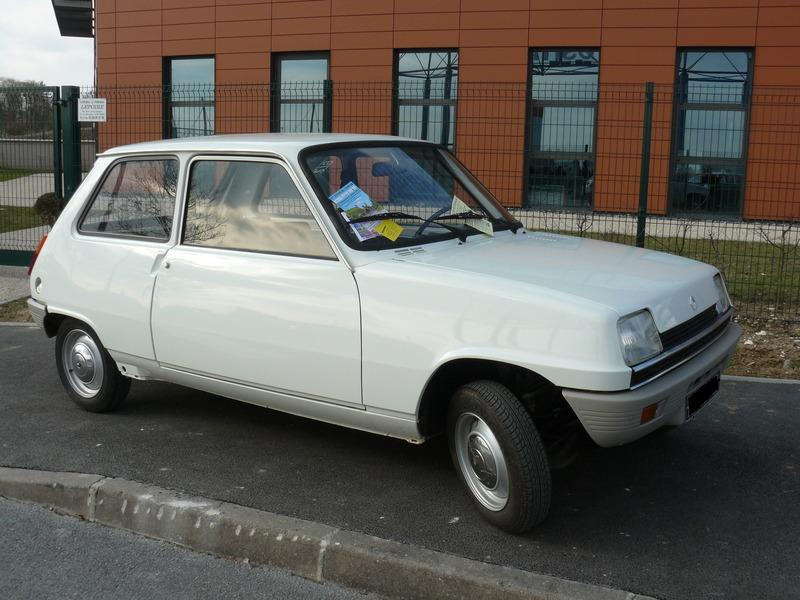
Renault 5 (1973)
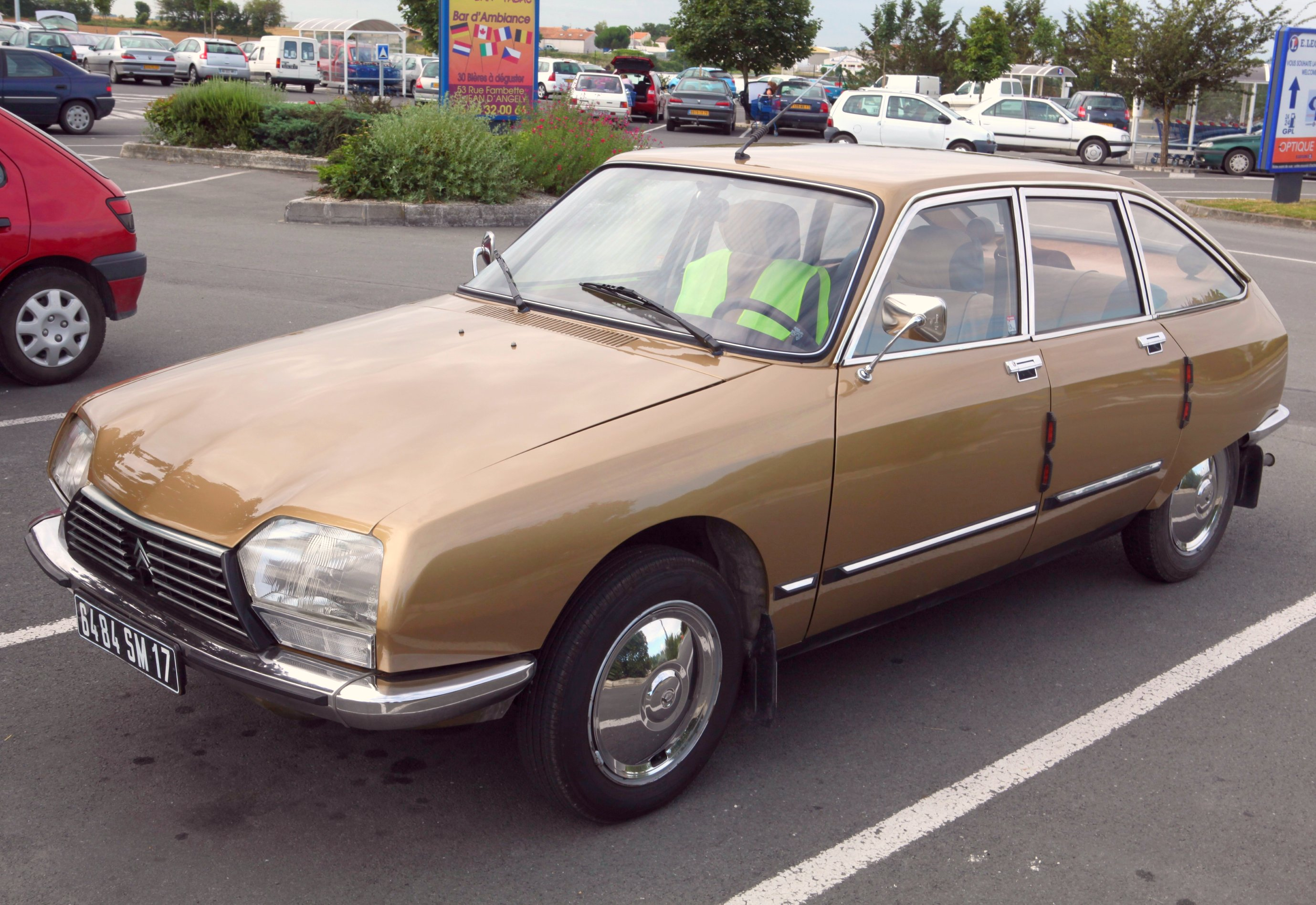
Citroën GS (1974)
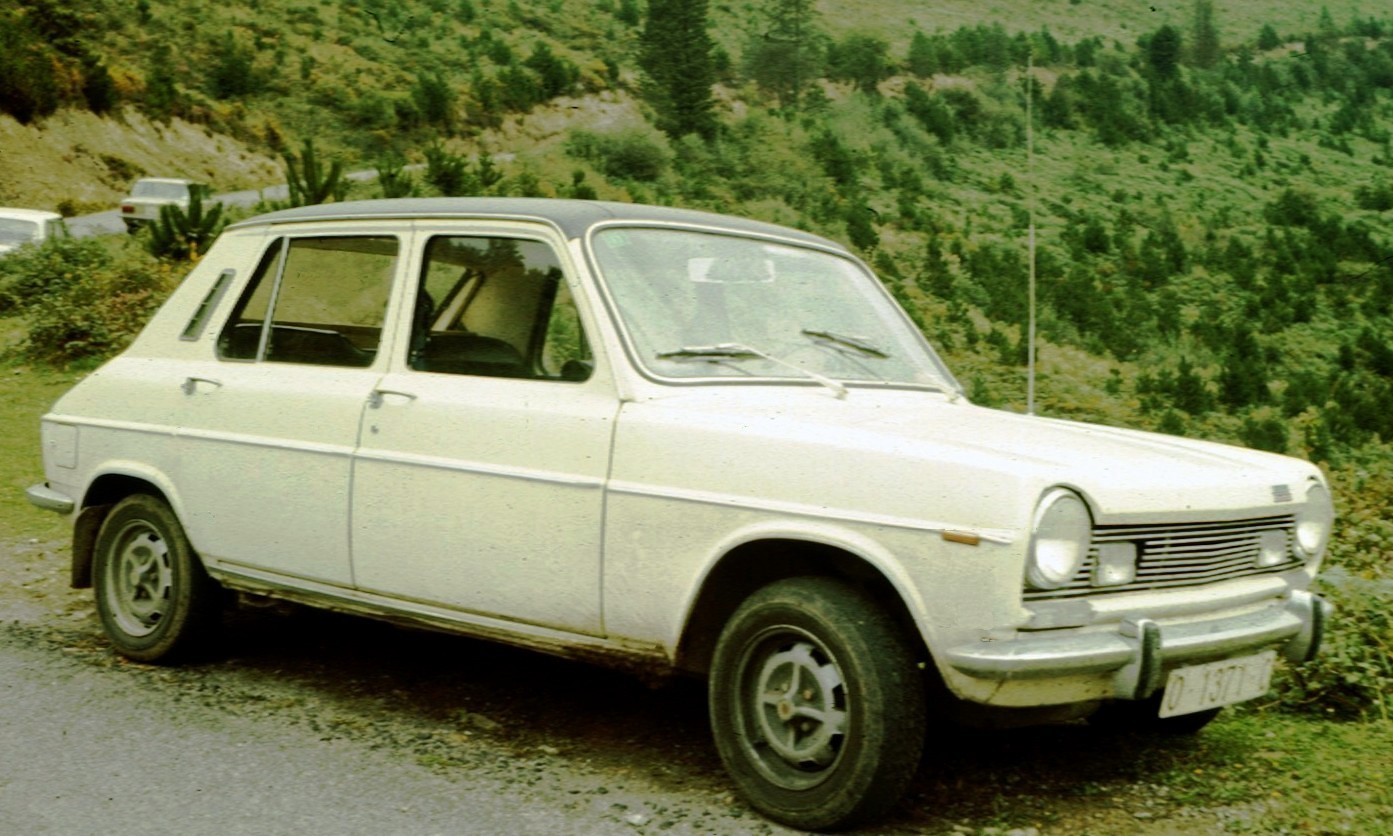
Simca 1200 (1975)
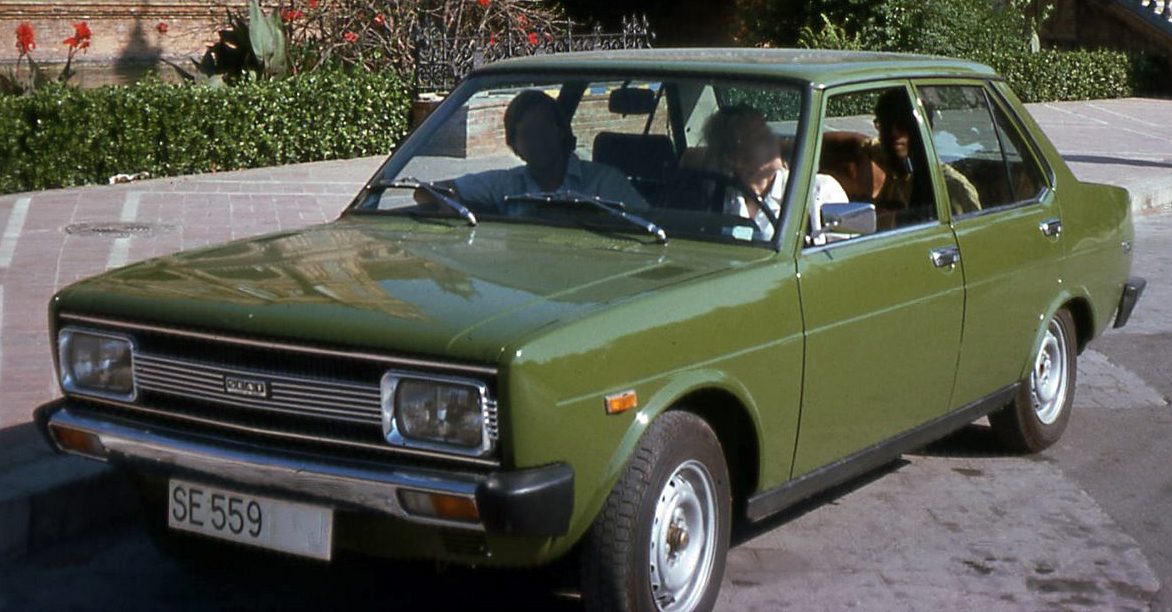
SEAT 131 (1976)
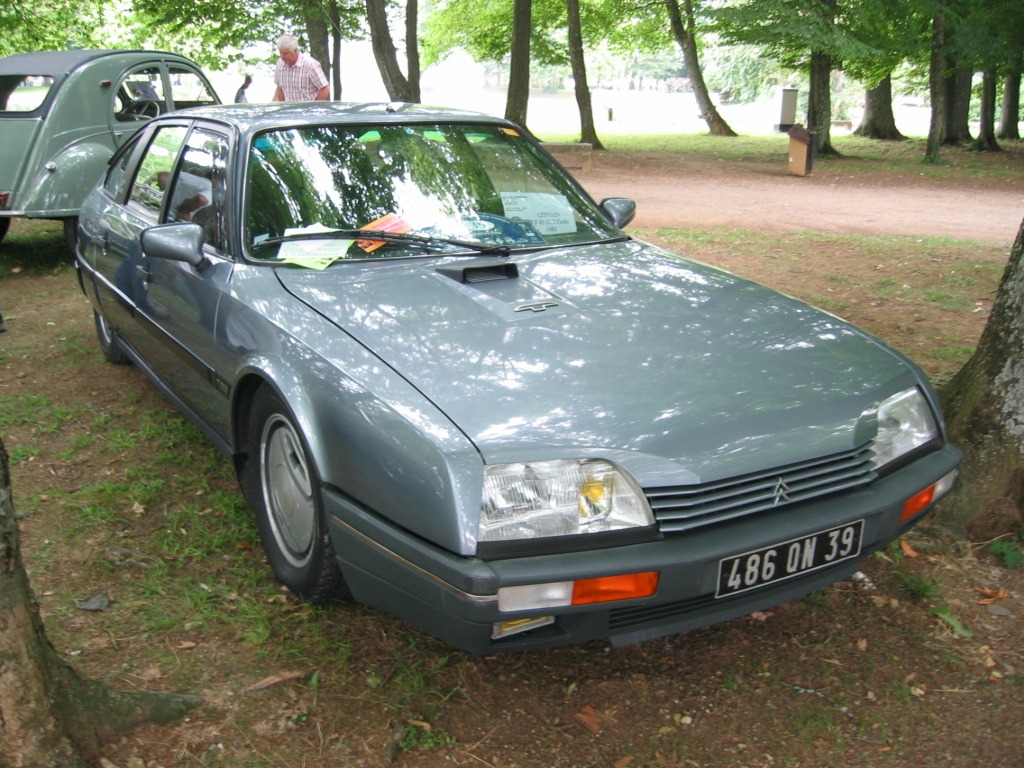
Citroën CX (1977)
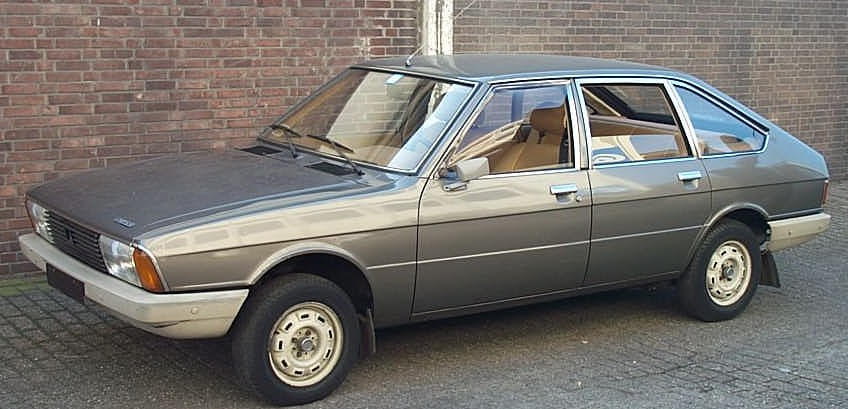
Chrysler 150 (1978)
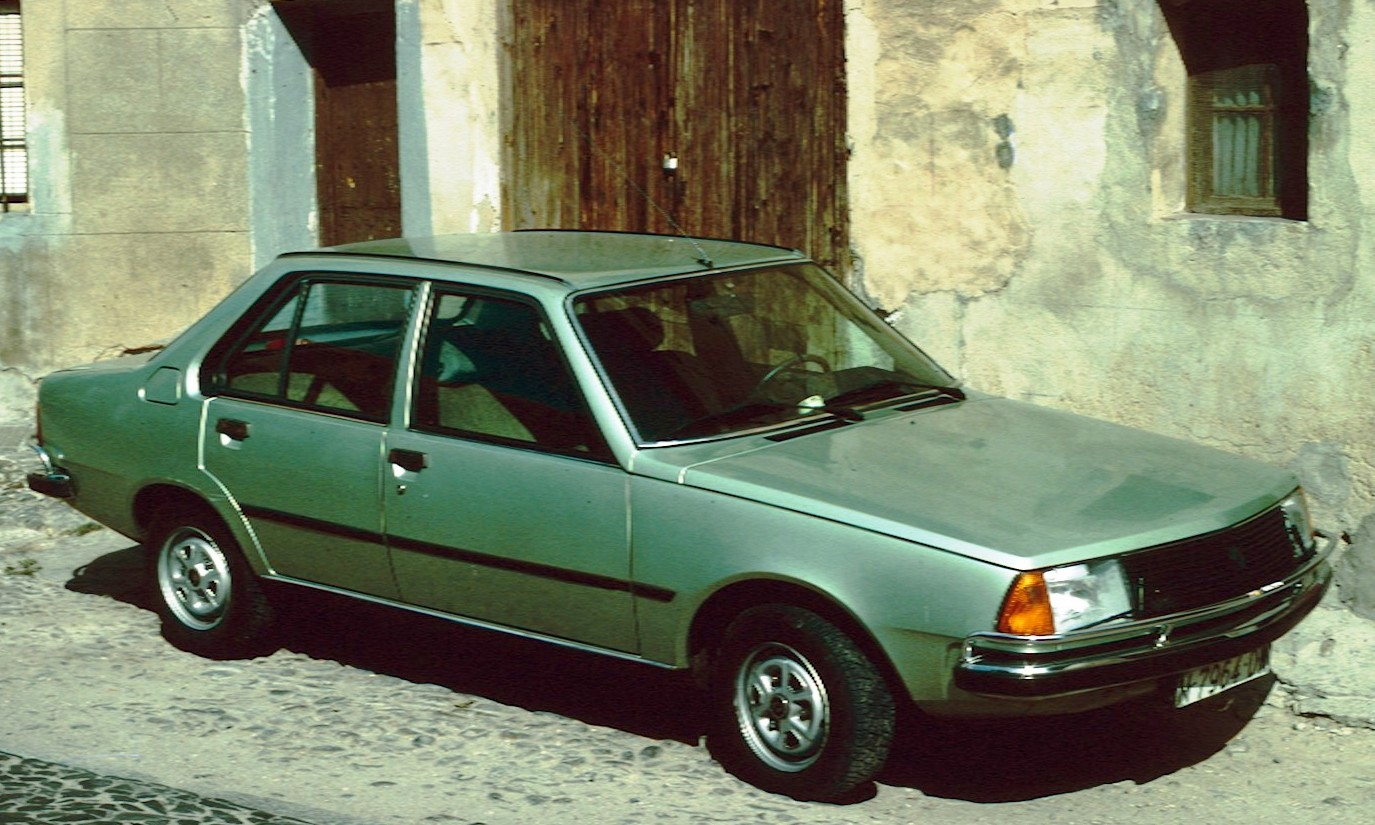
Renault 18 (1979)
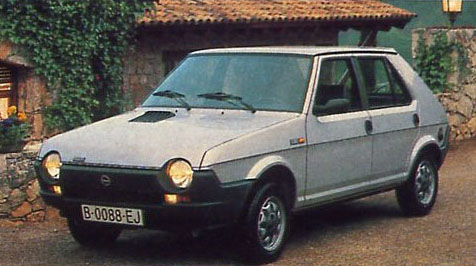
SEAT Ritmo (1980)
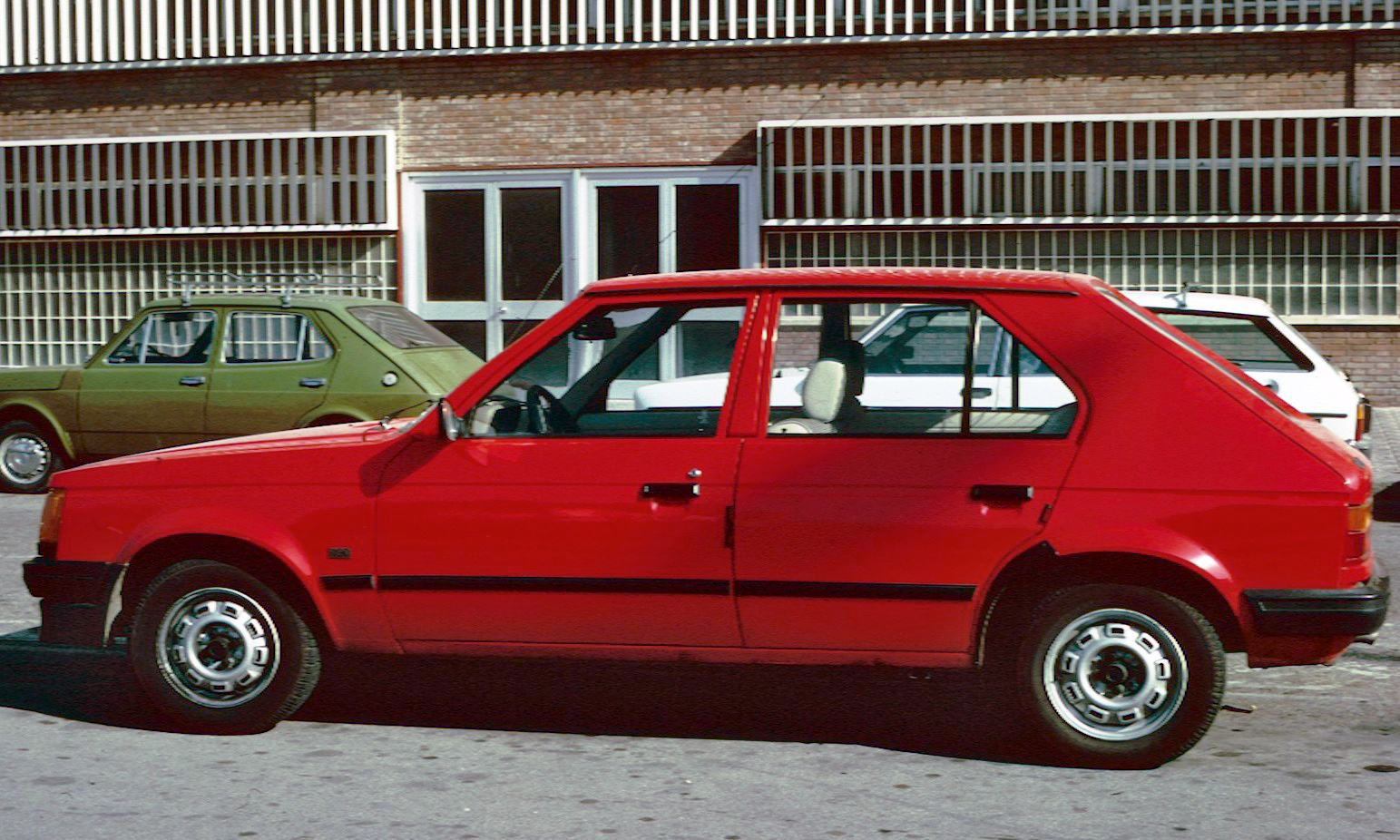
Talbot Horizon (1981)
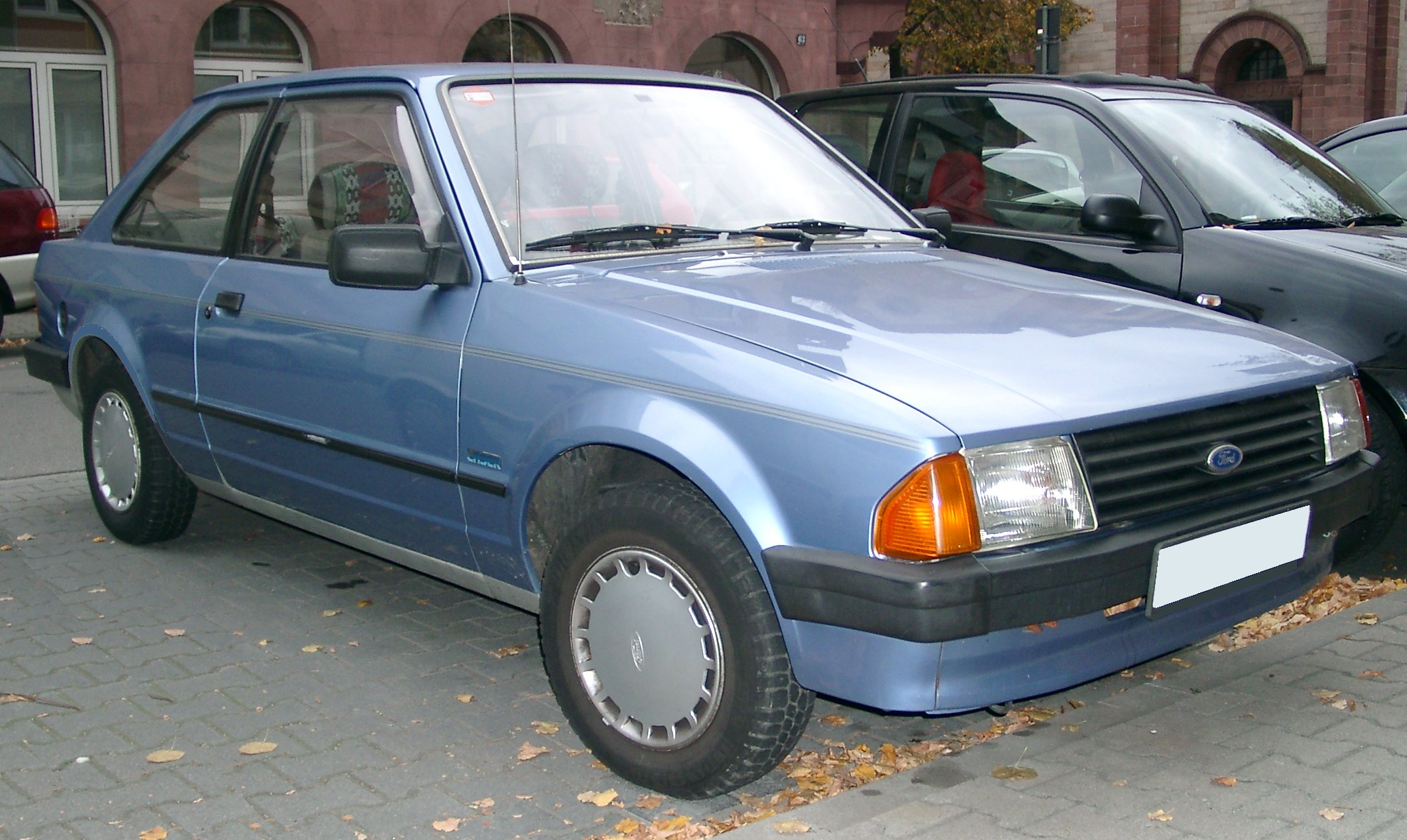
Ford Escort (1982)
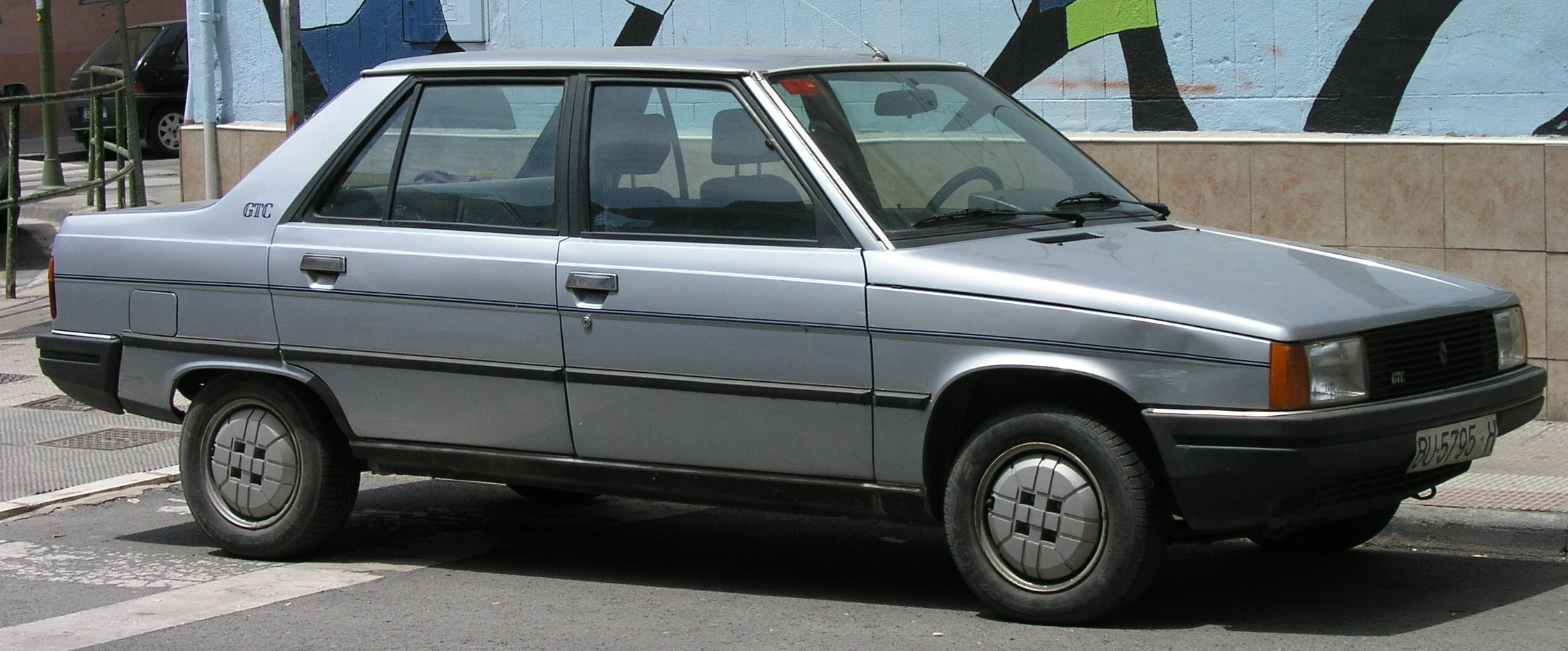
Renault 9 (1983)
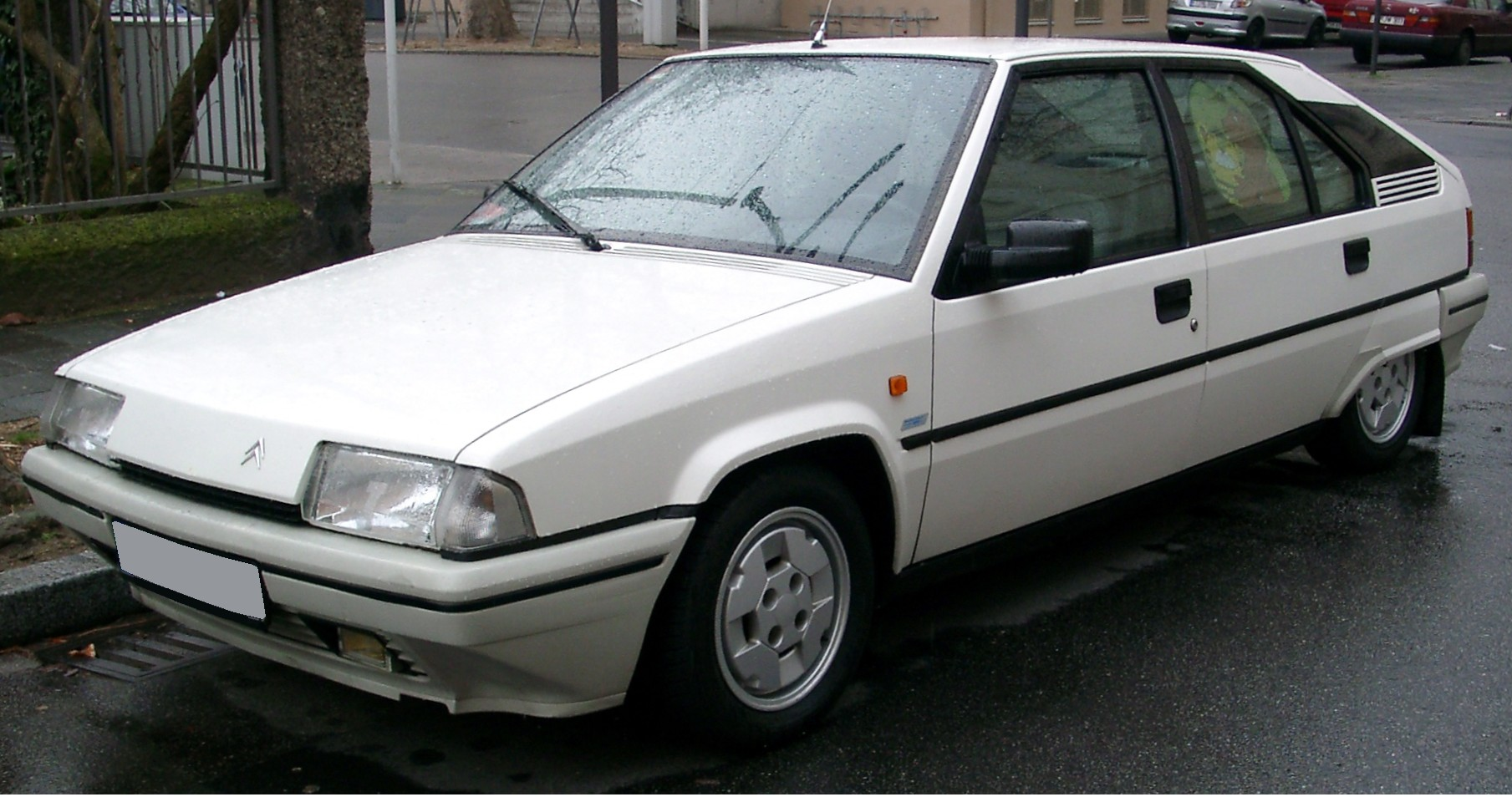
Citroën BX (1984)
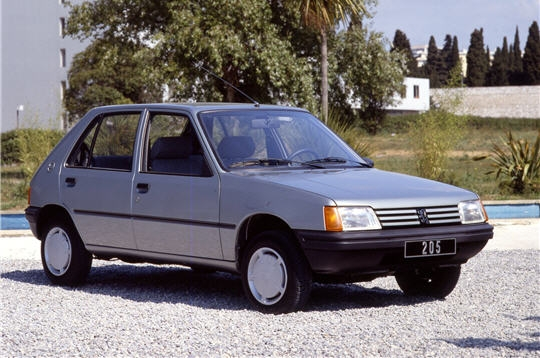
Peugeot 205 (1985)
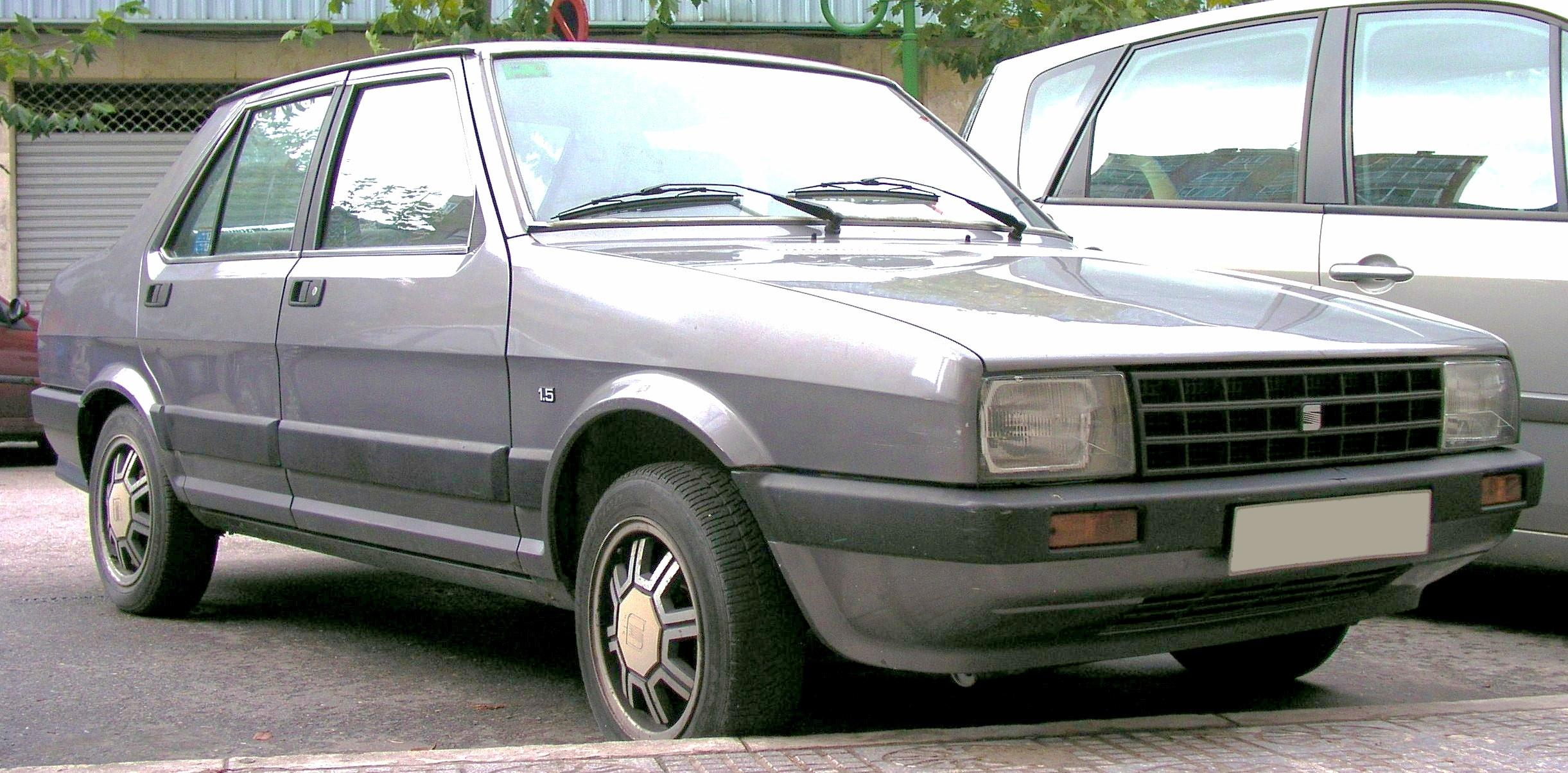
SEAT Málaga (1986)
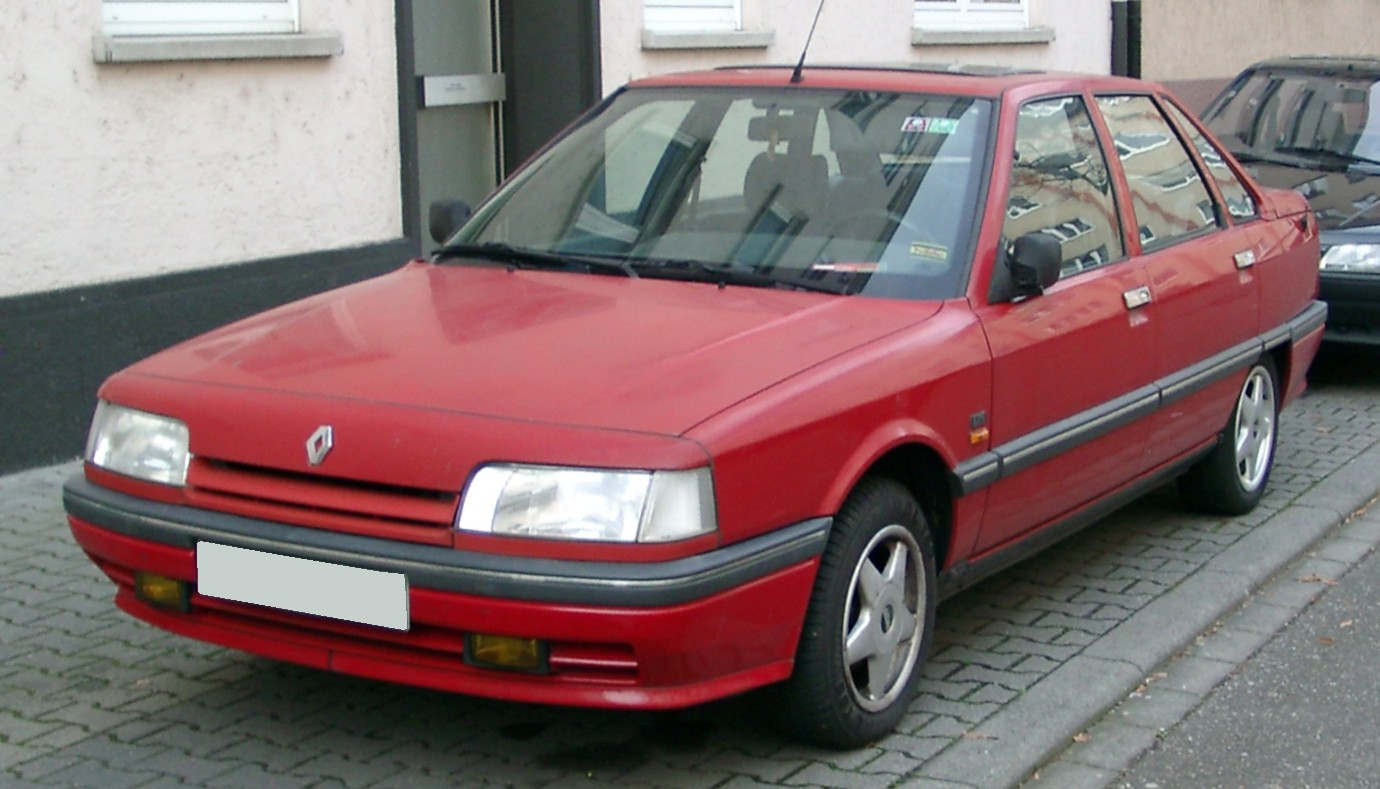
Renault 21 (1987)
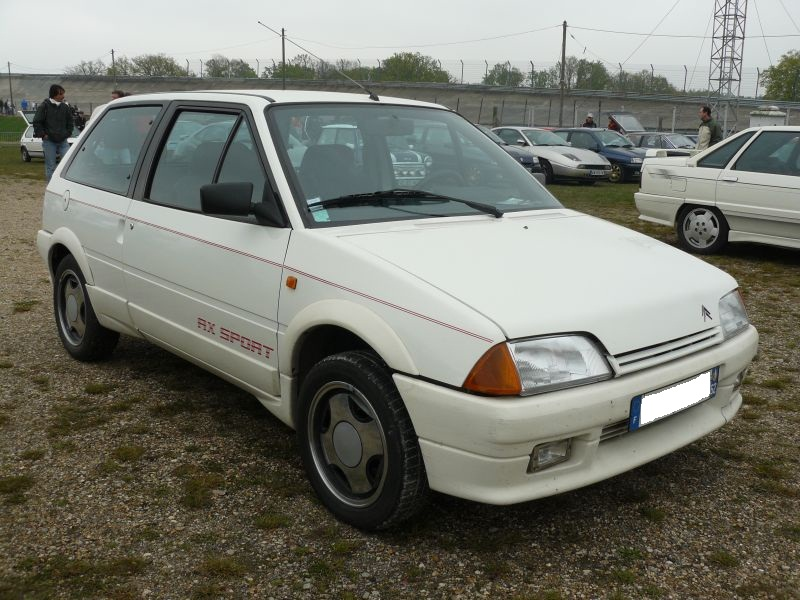
Citroën AX (1988)
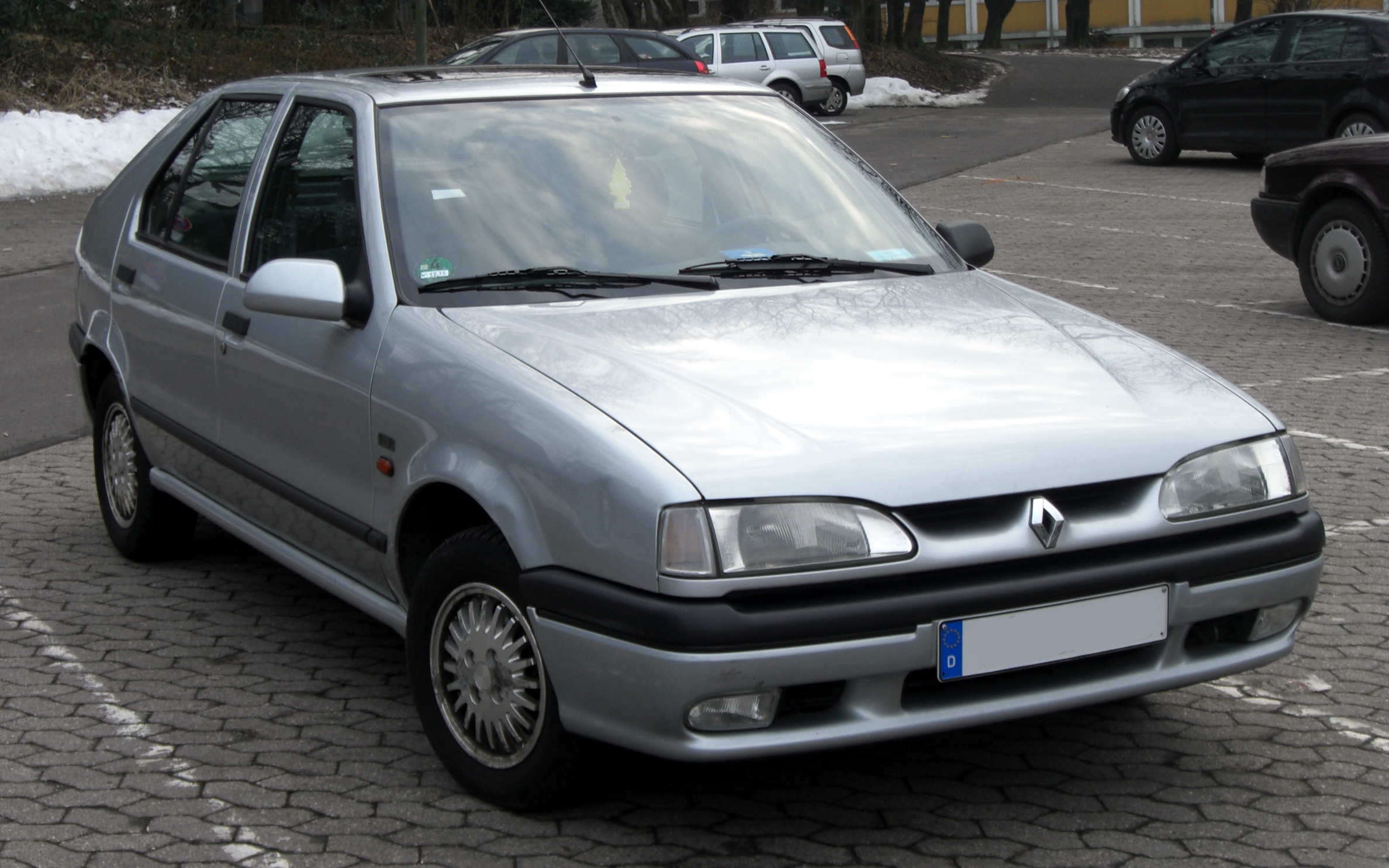
Renault 19 (1989)
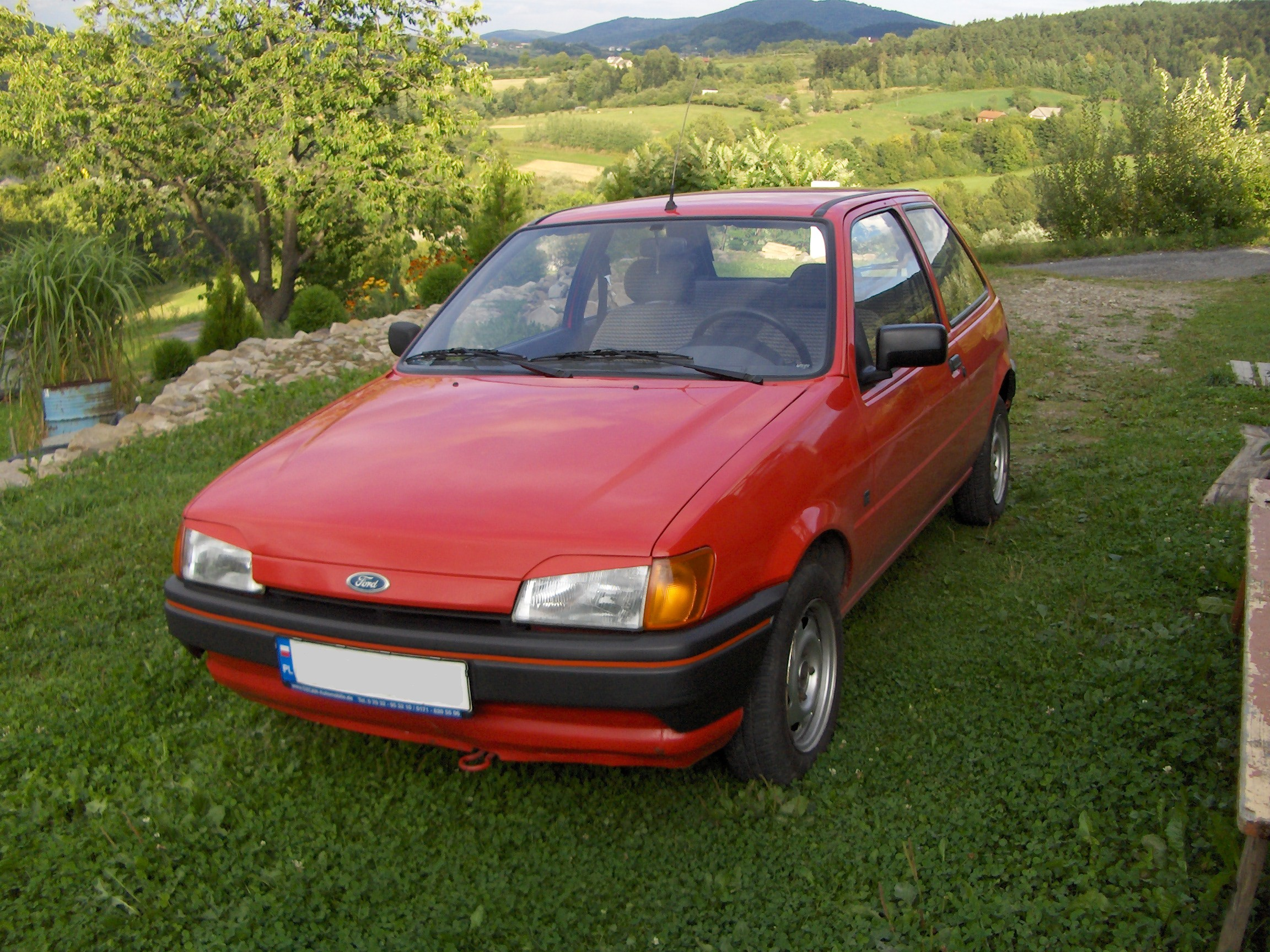
Ford Fiesta (1990)
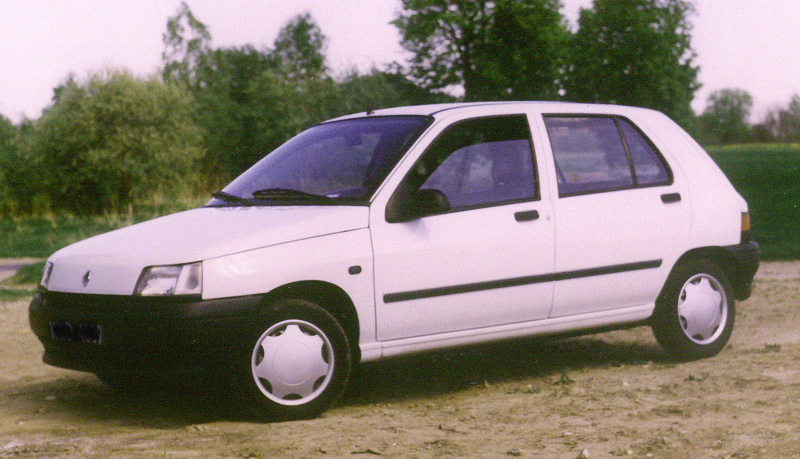
Renault Clio (1991)
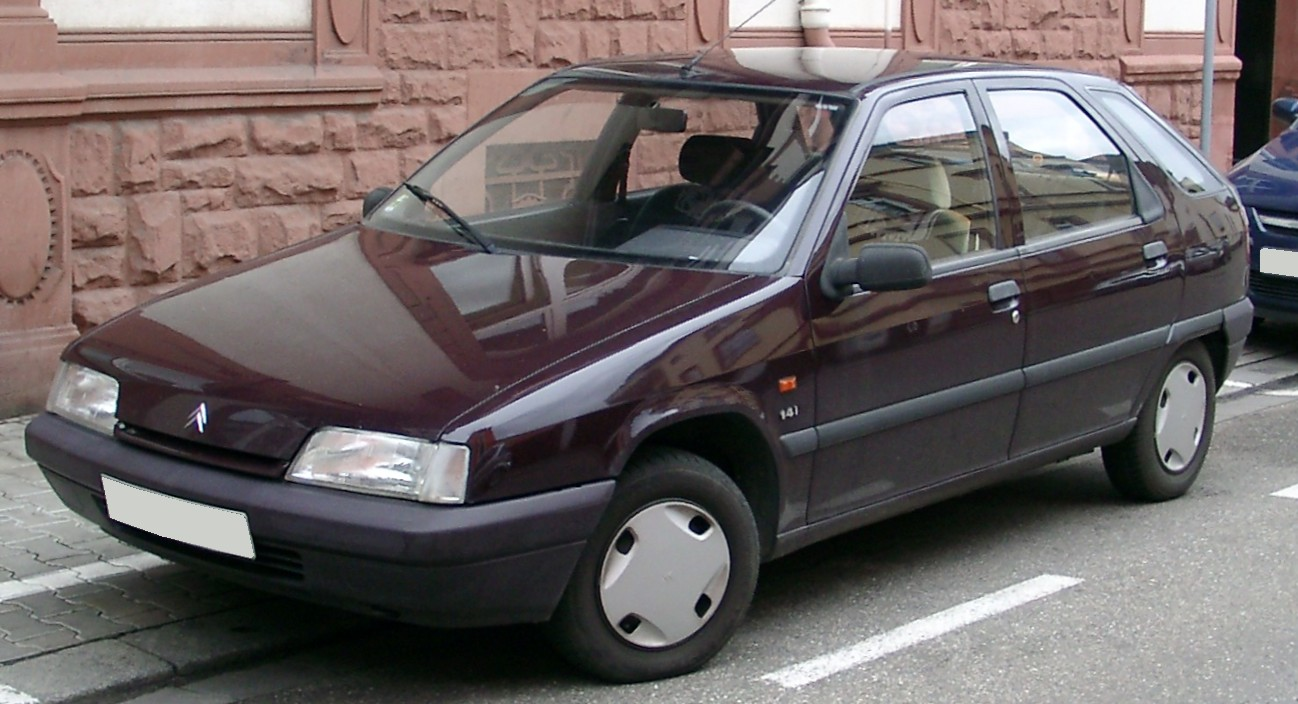
Citroën ZX (1992)
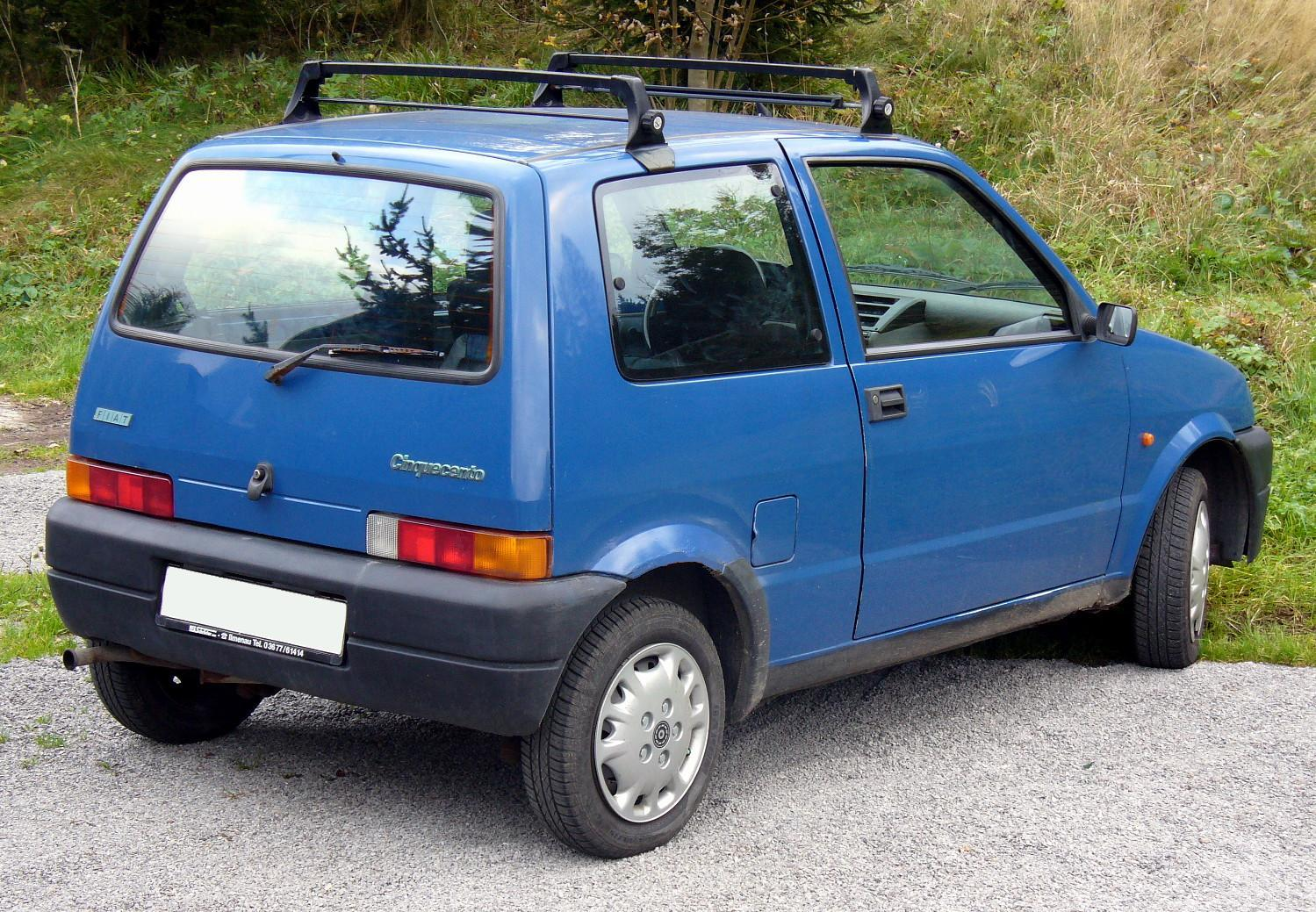
Fiat Cinquecento (1993)
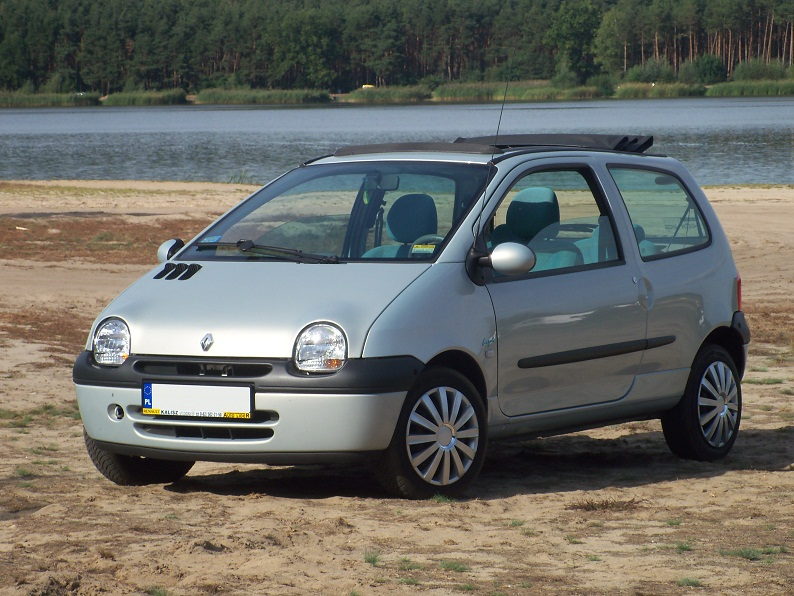
Renault Twingo (1994)
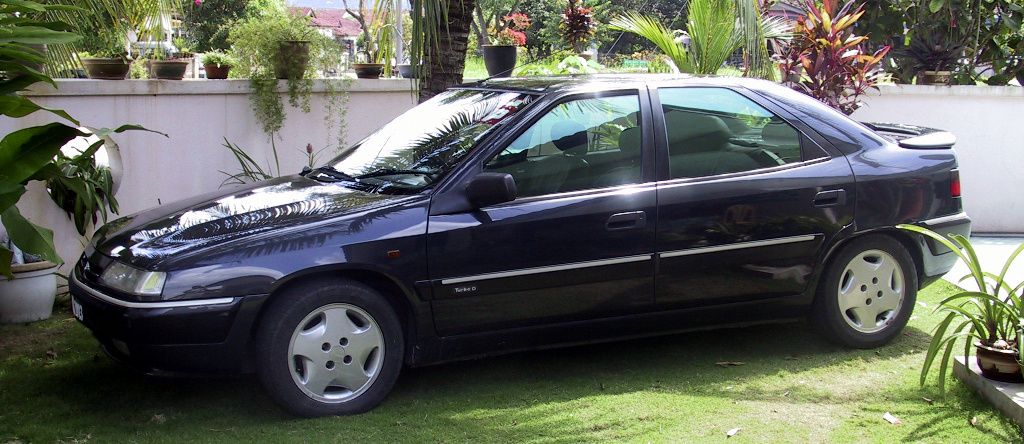
Citroën Xantia (1994)
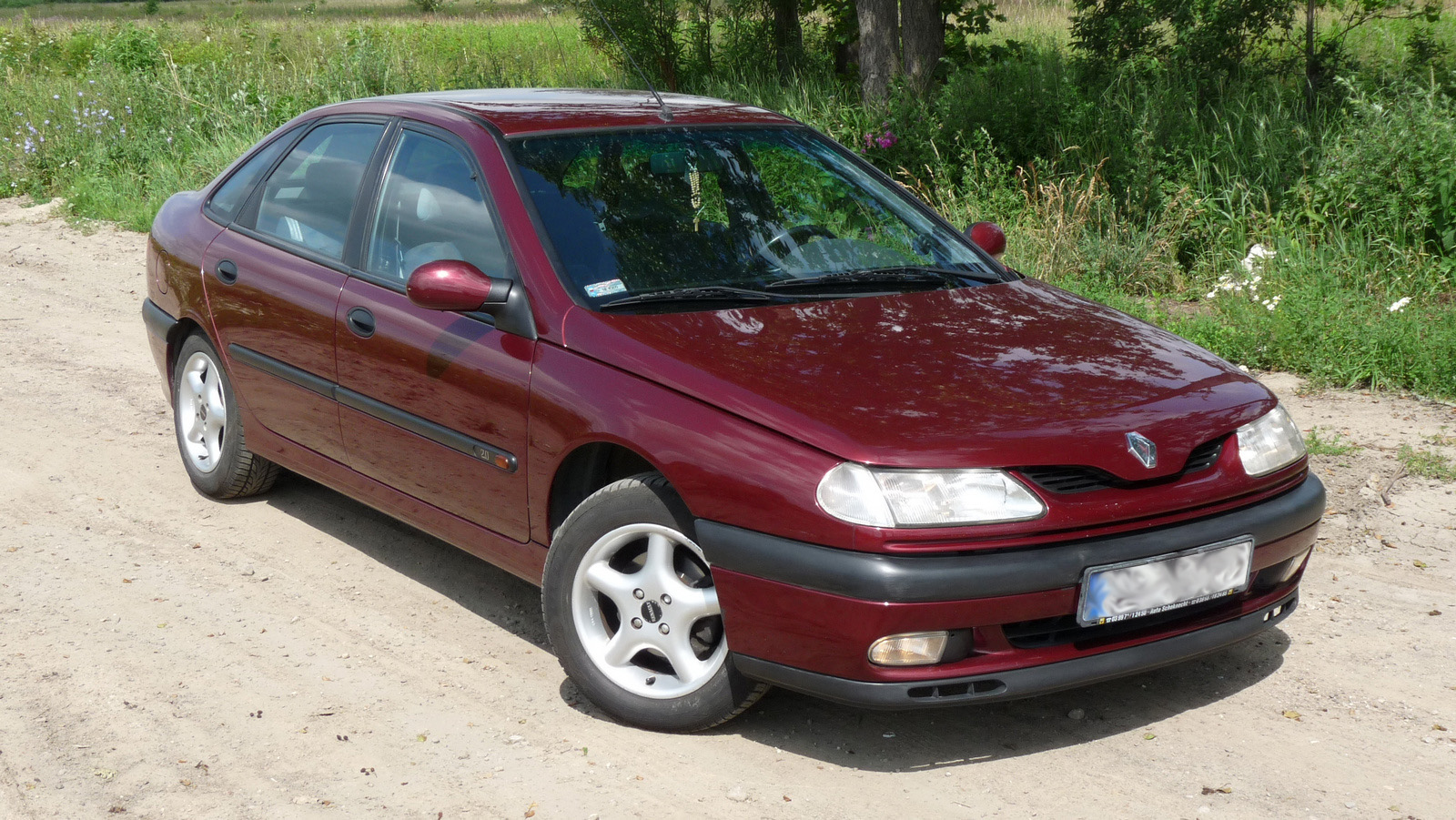
Renault Laguna (1995)
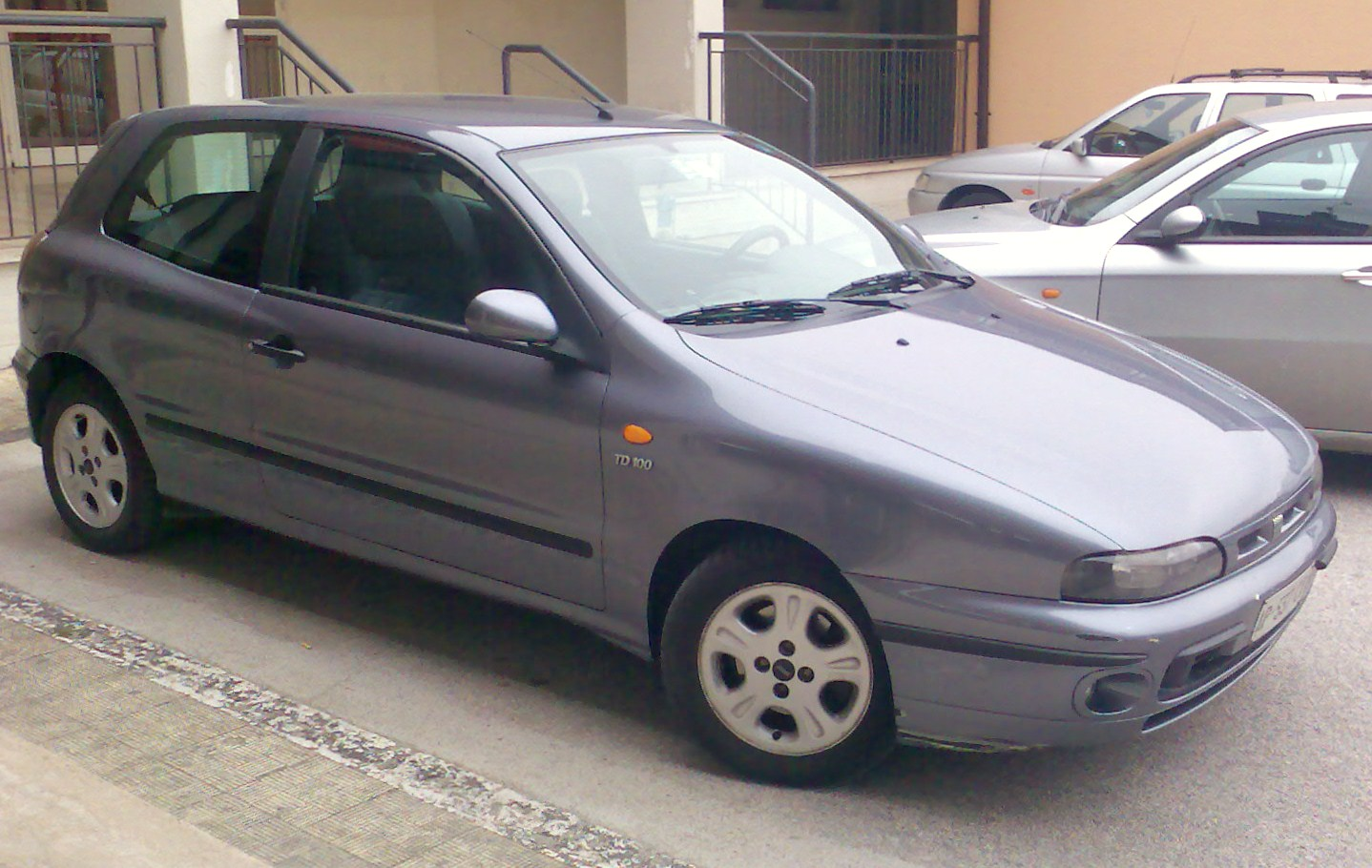
Fiat Bravo (1996)
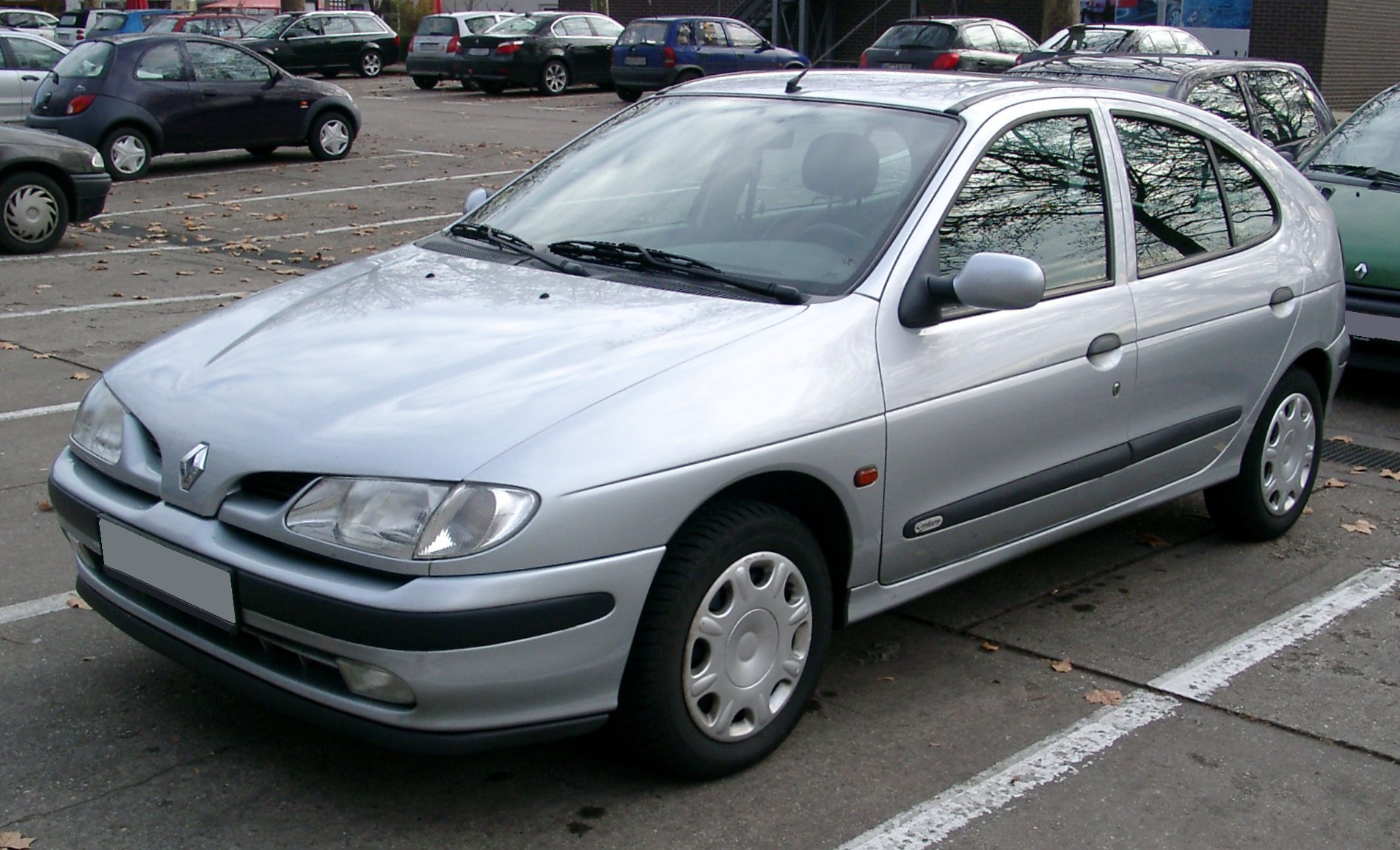
Renault Mégane (1997)
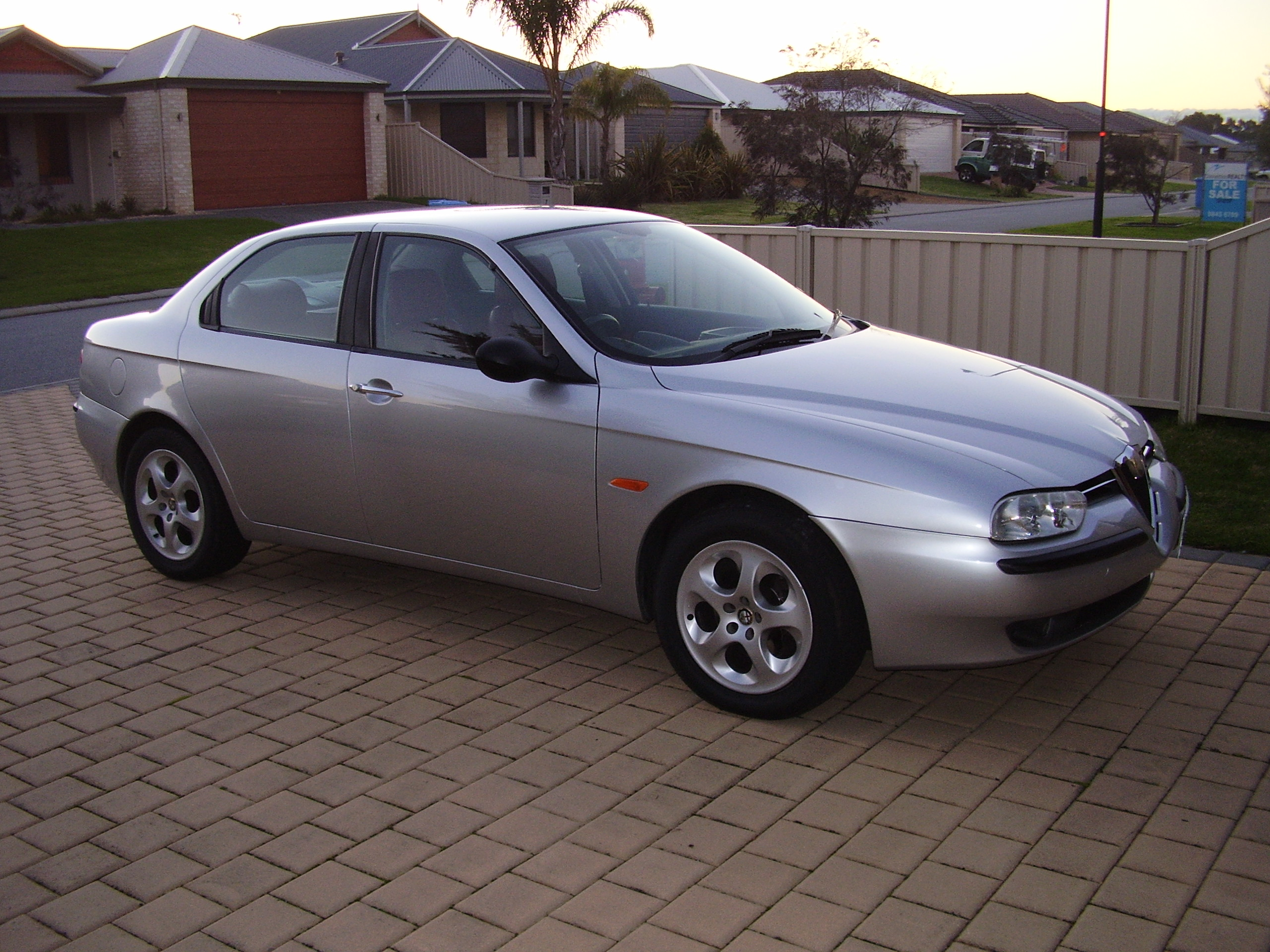
Alfa Romeo 156 (1998)
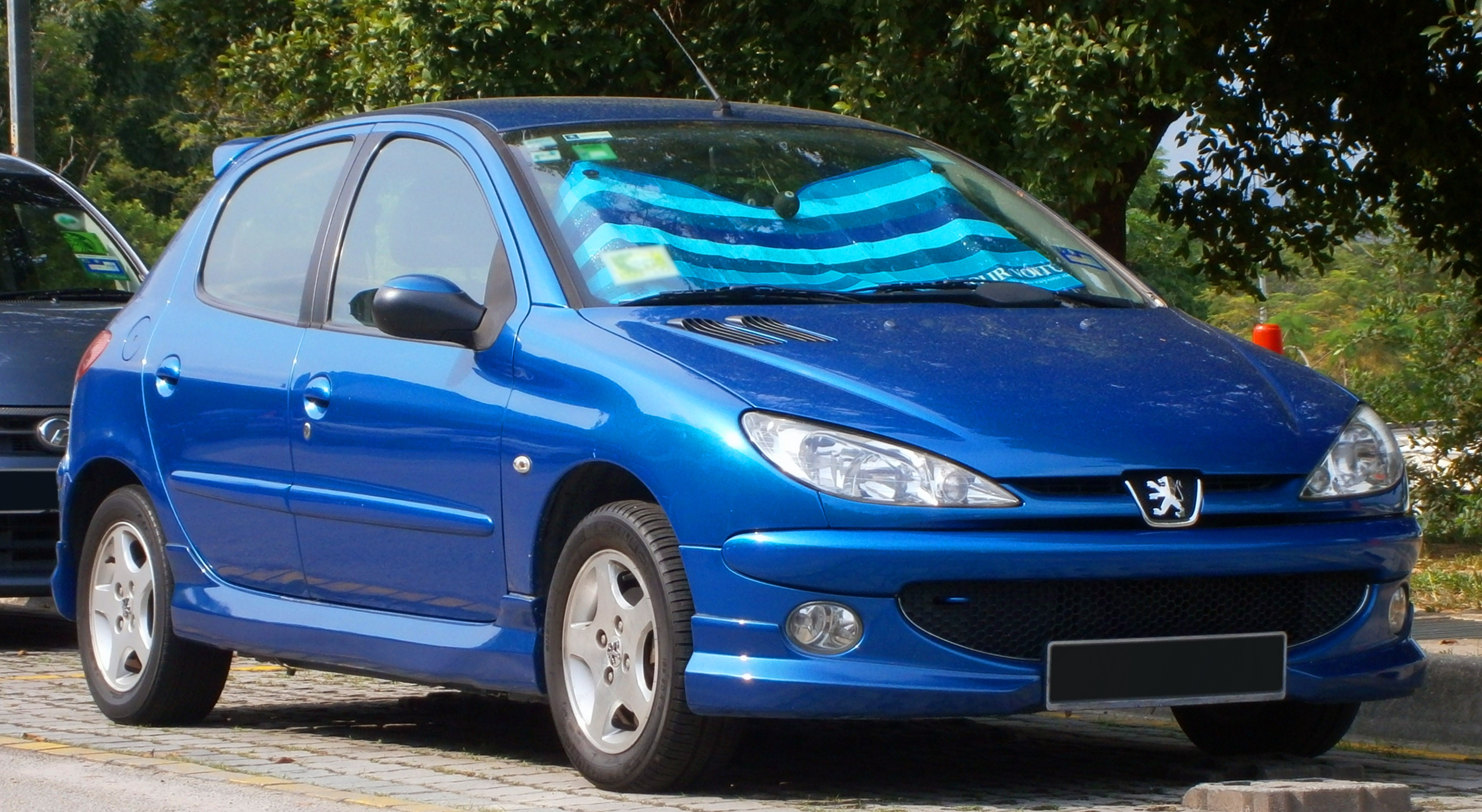
Peugeot 206 (1999)
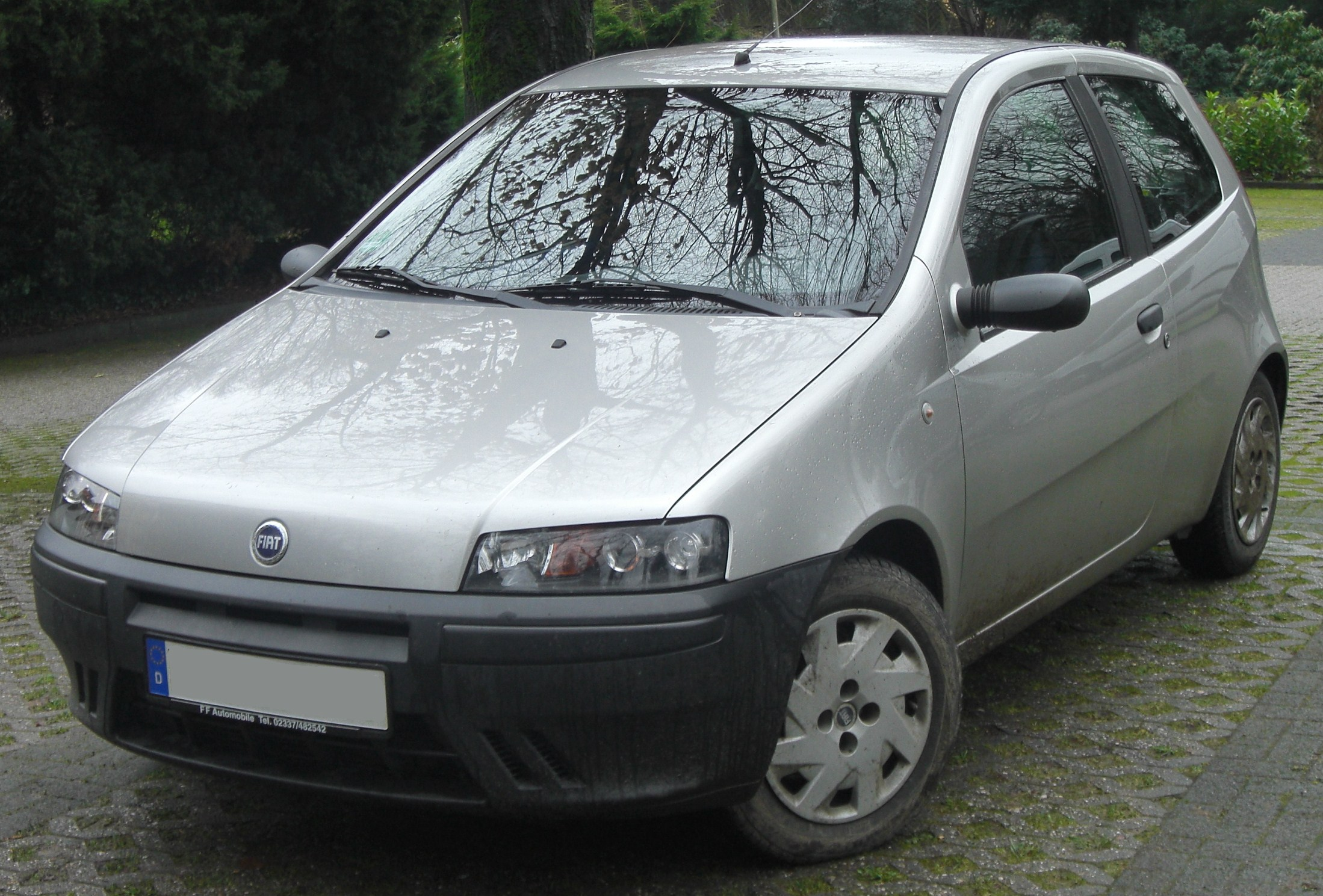
Fiat Punto (2000)
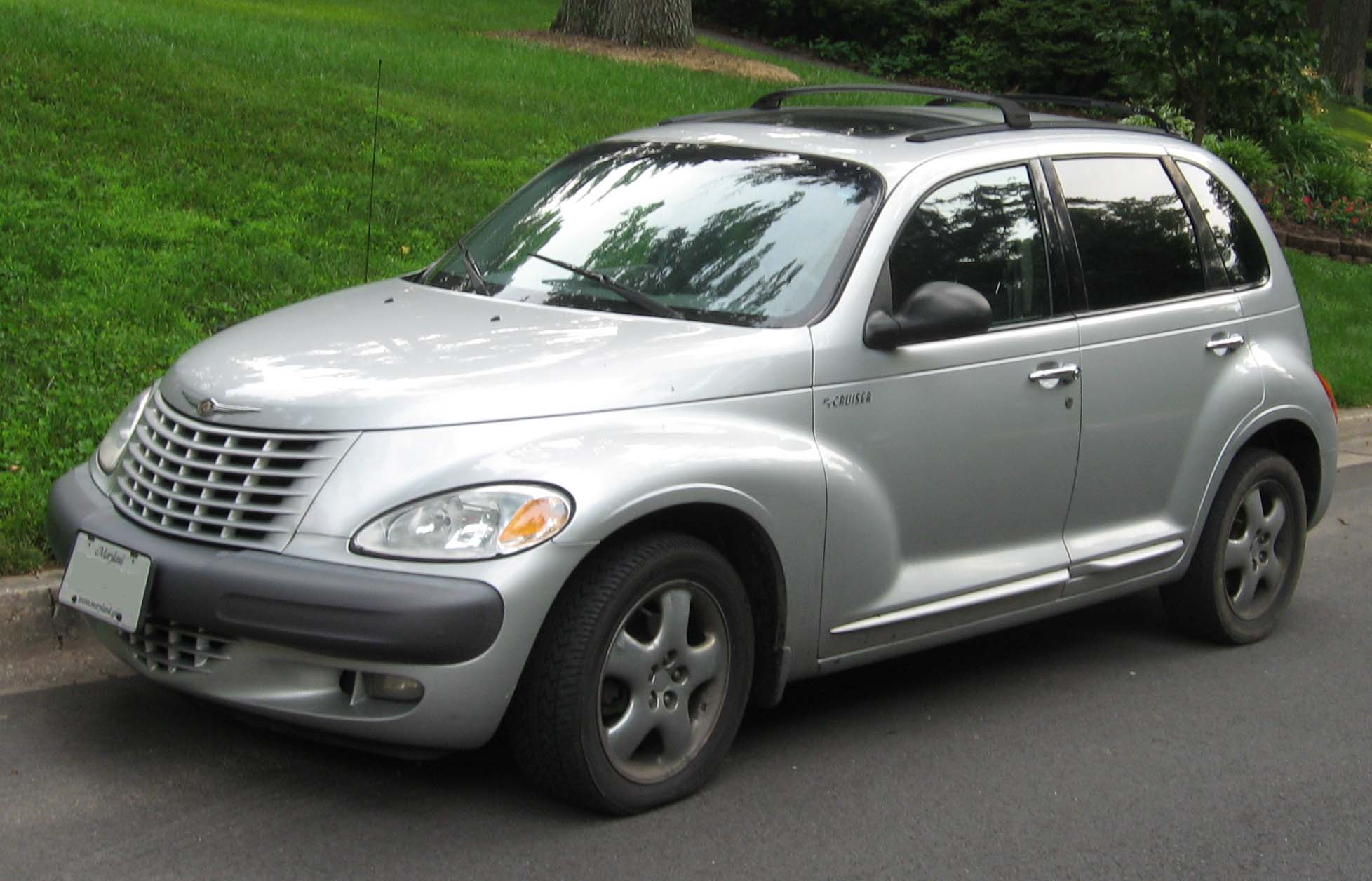
Chrysler PT Cruiser (2001)
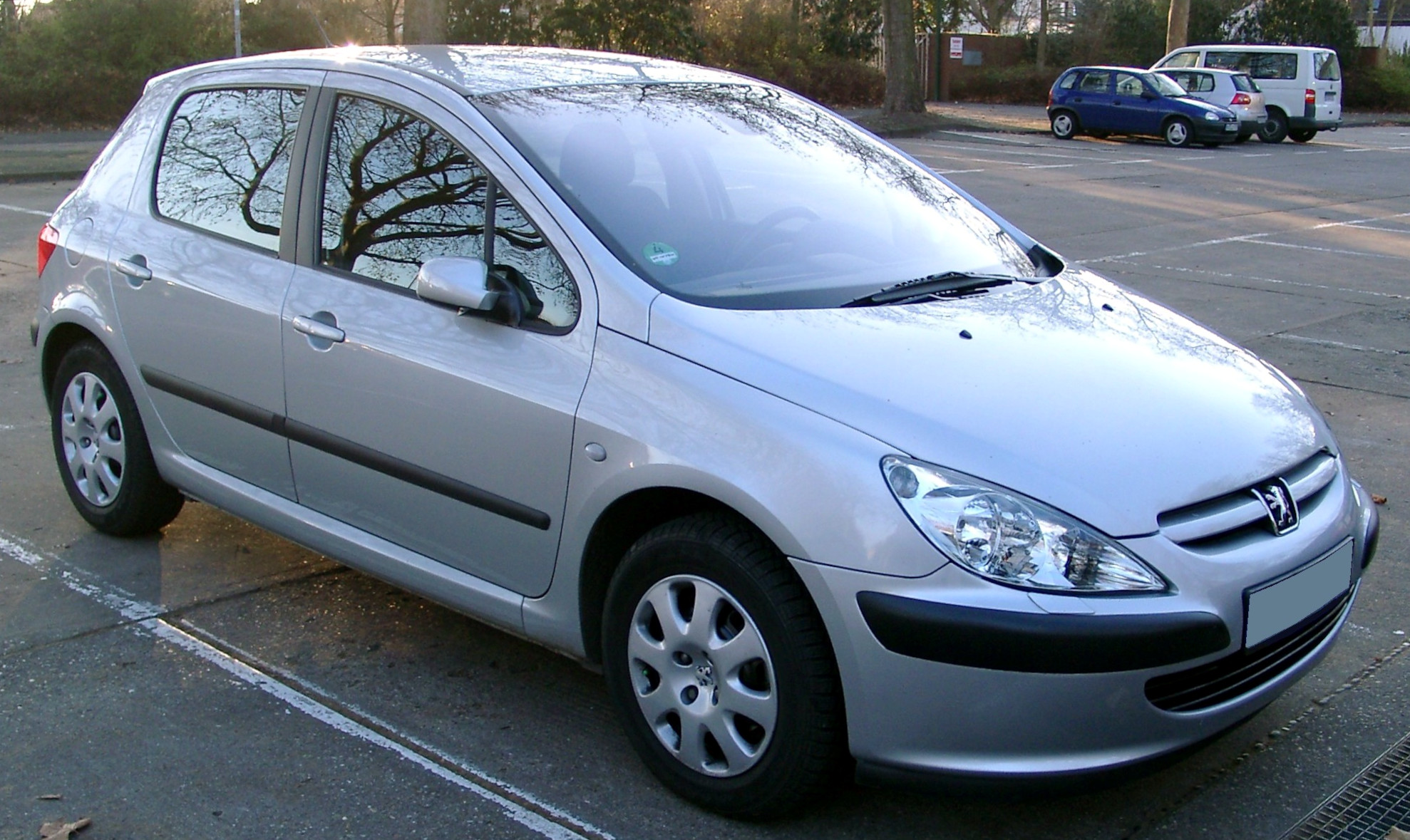
Peugeot 307 (2002)
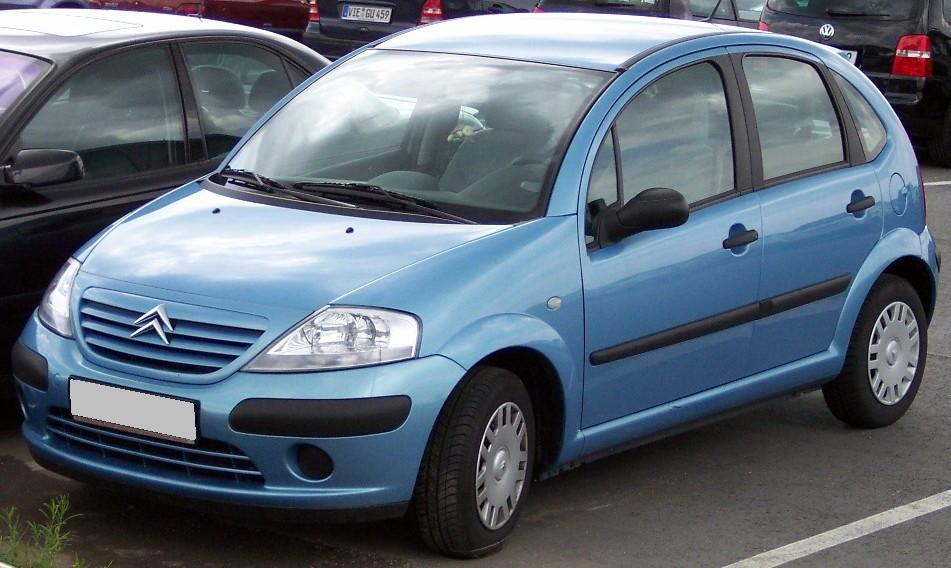
Citroën C3 (2003)
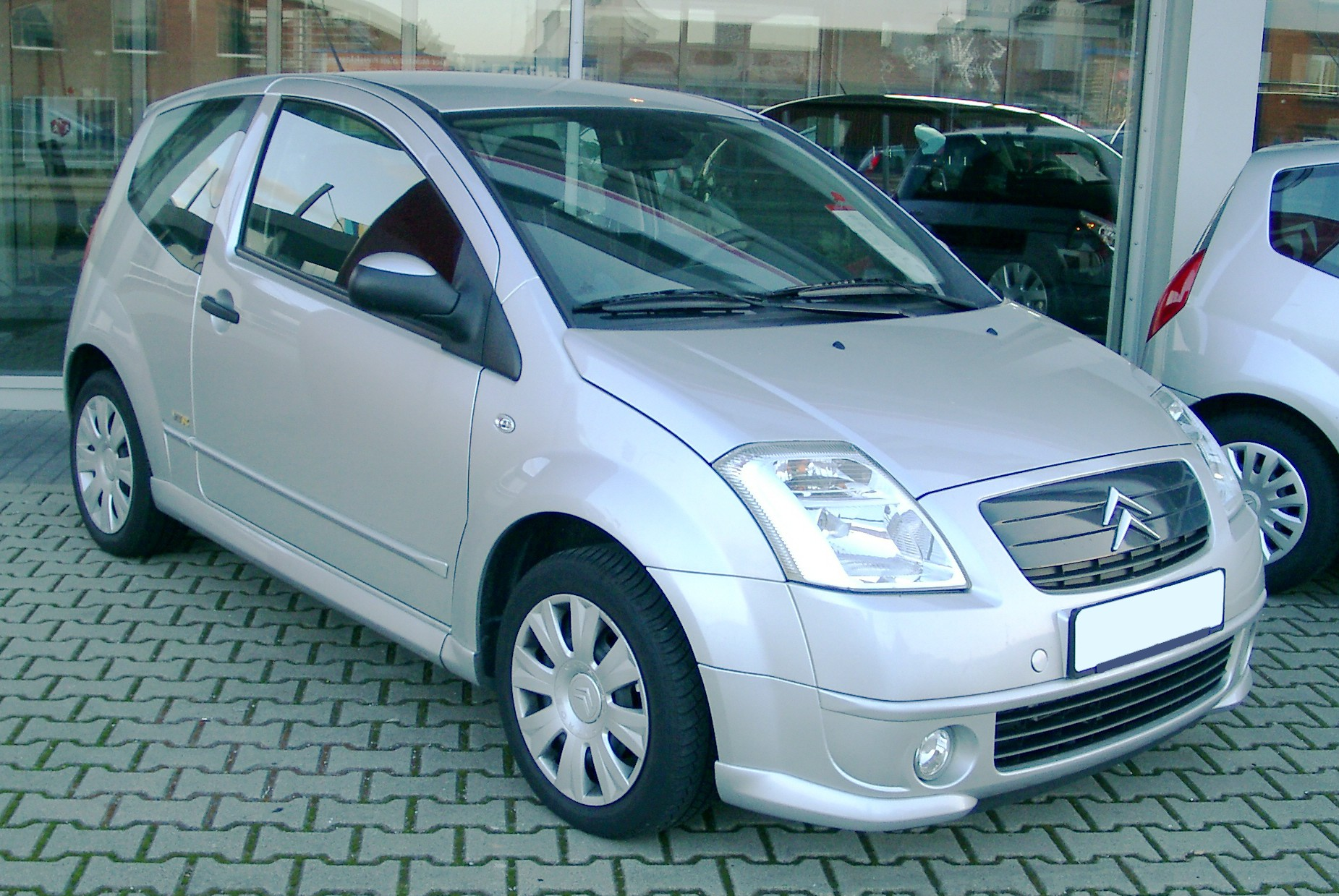
Citroën C2 (2004)
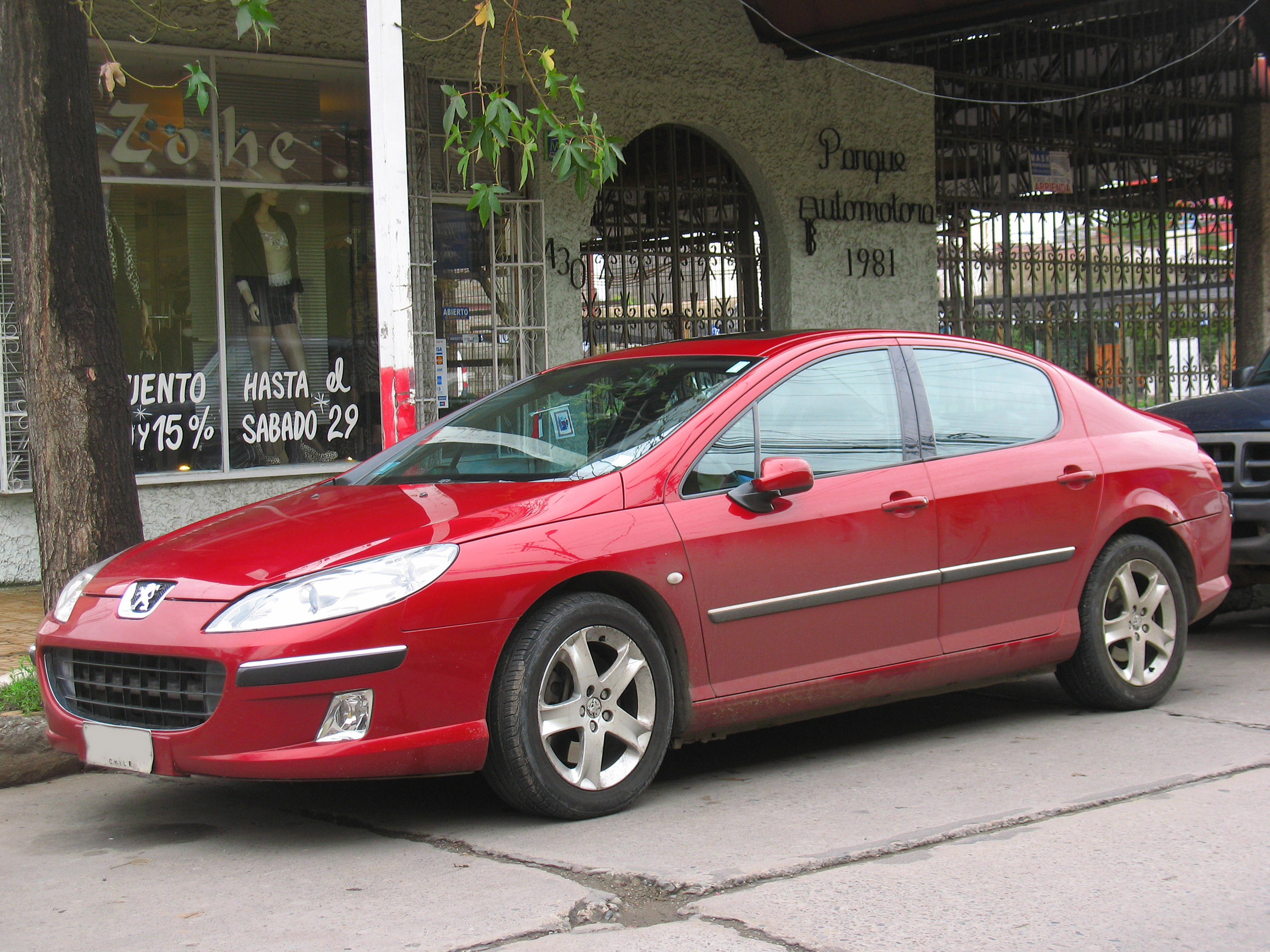
Peugeot 407 (2005)
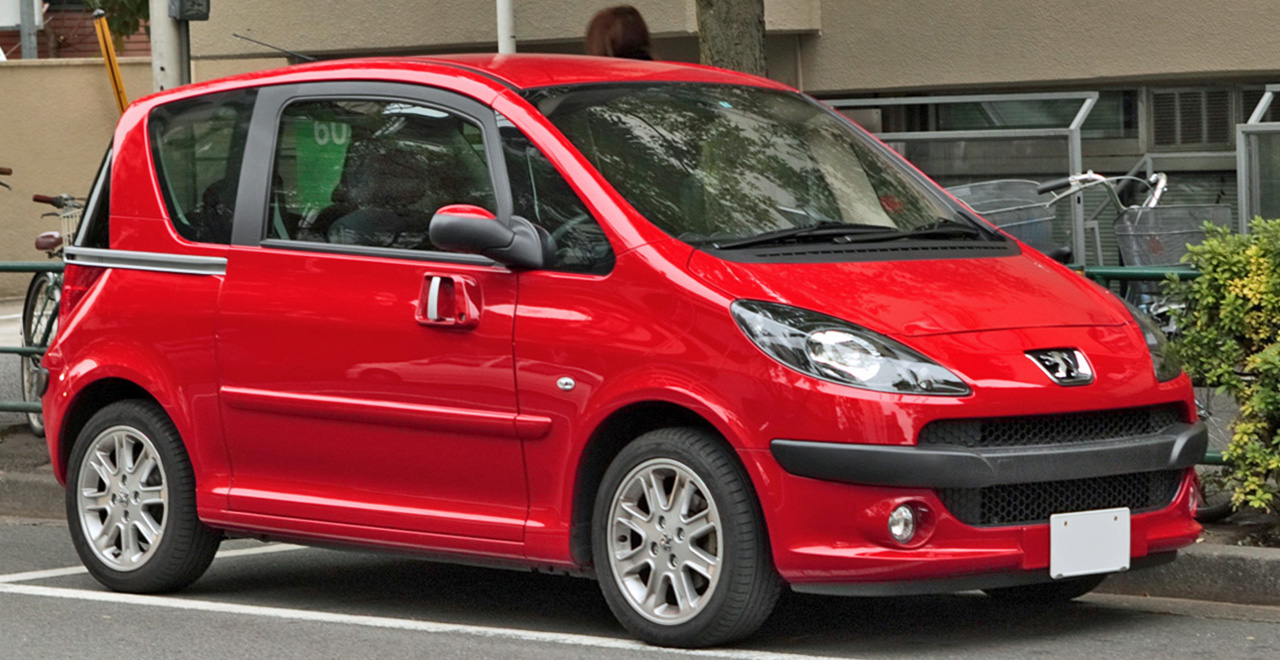
Peugeot 1007 (2006)
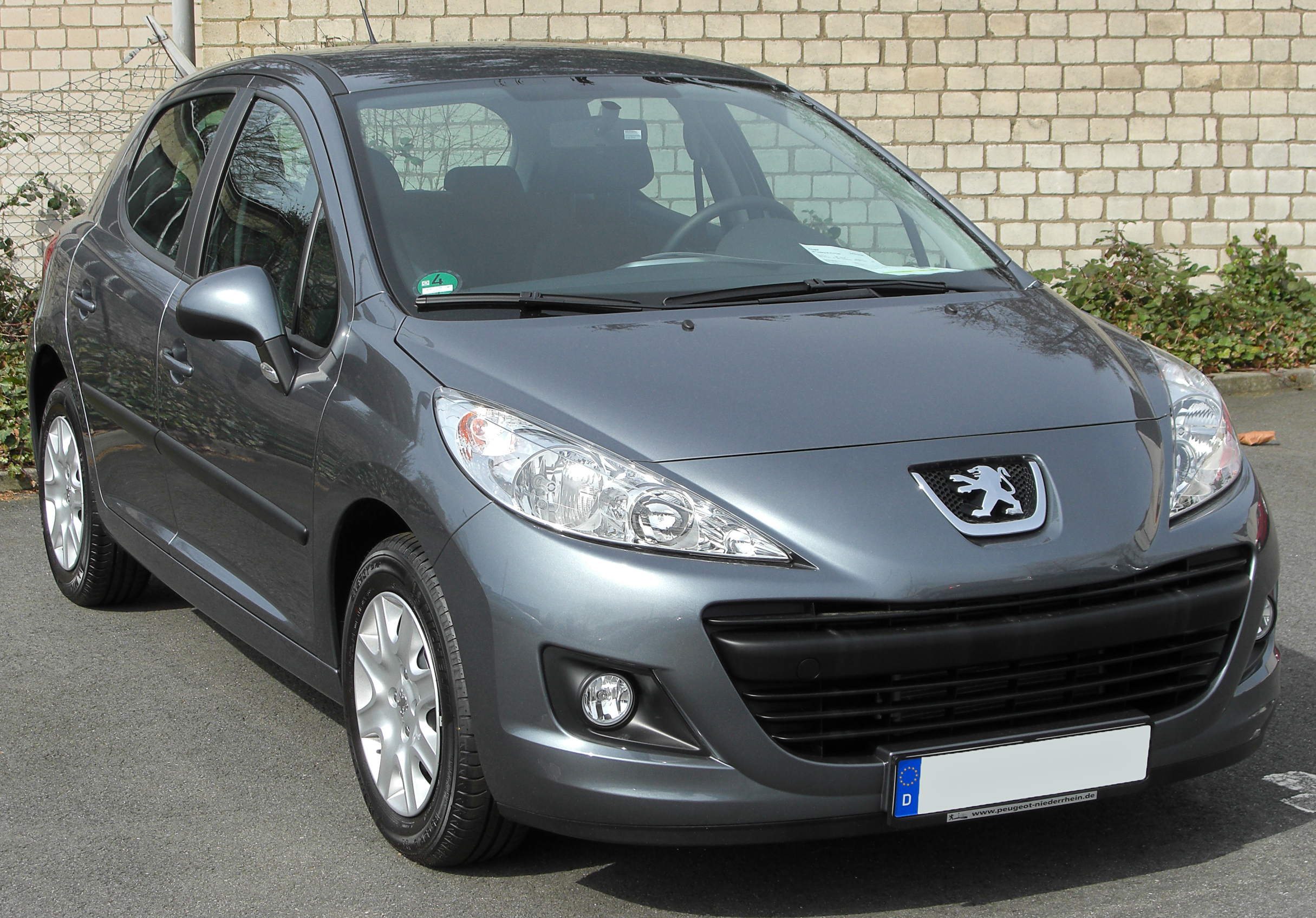
Peugeot 207 (2007)
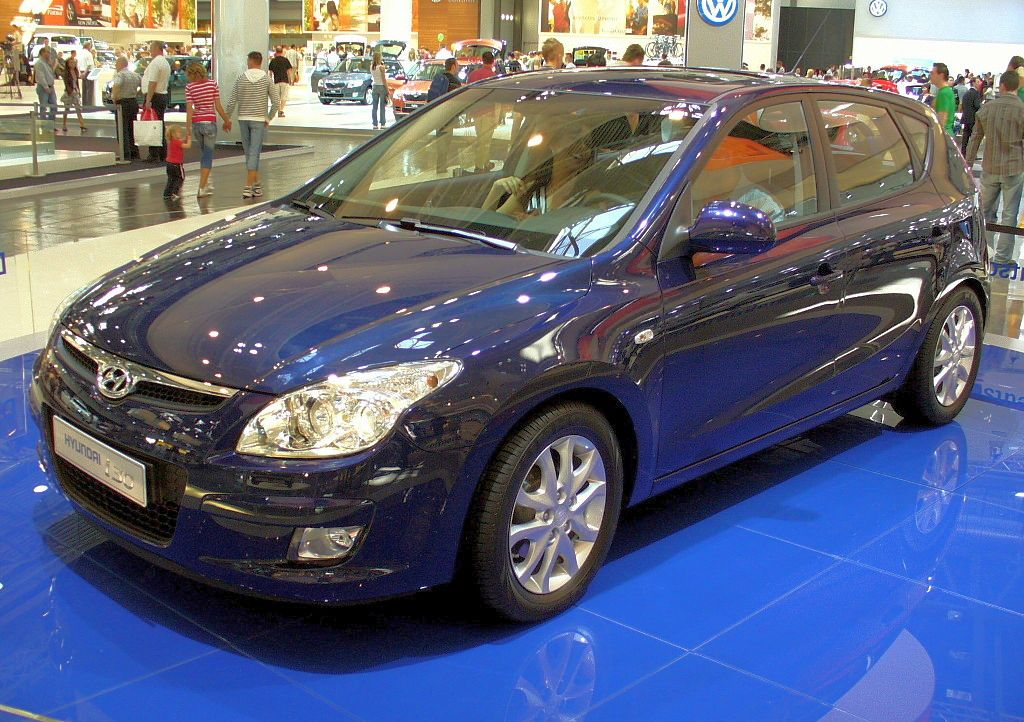
Hyundai i30 (2008)
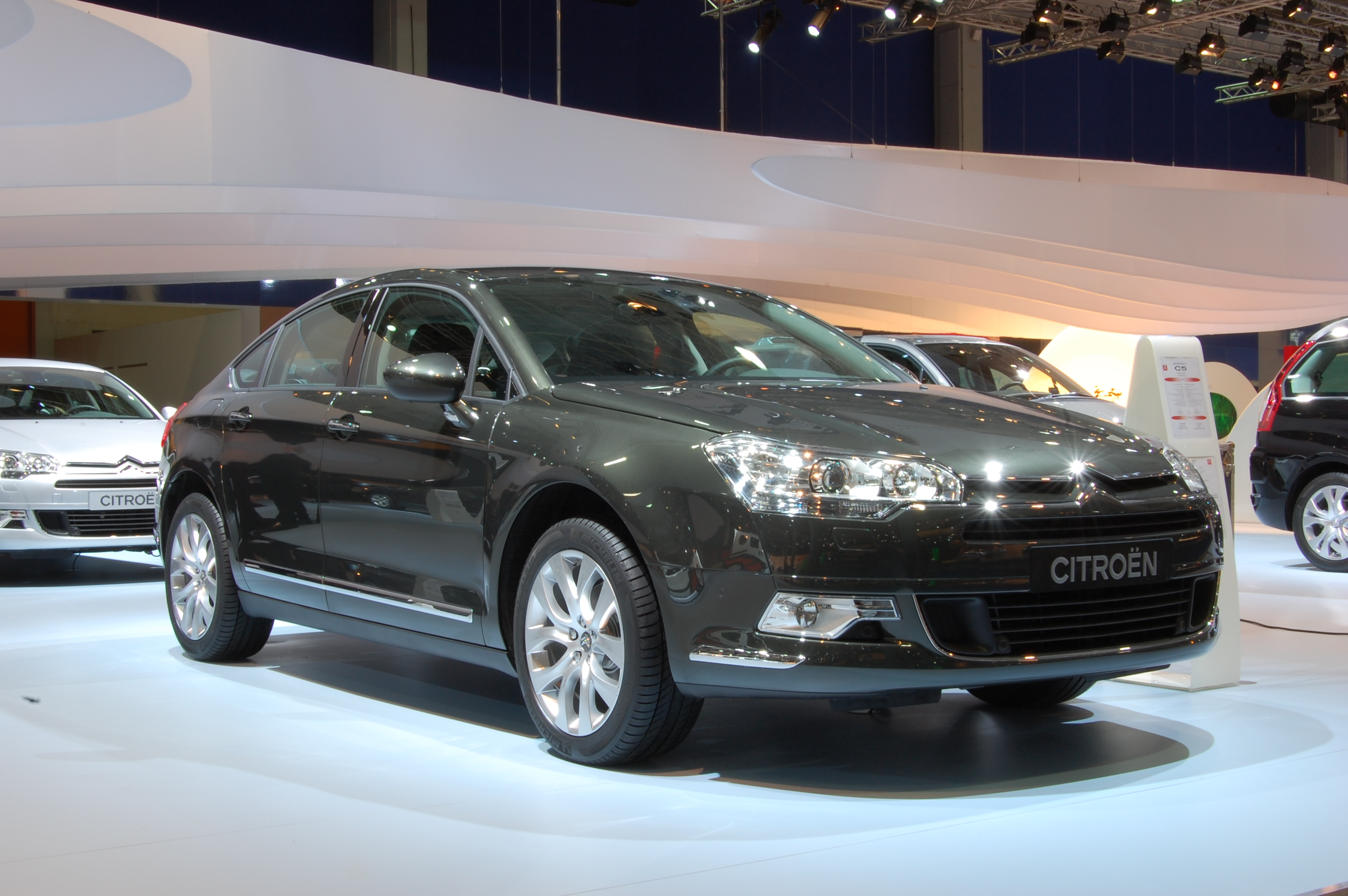
Citroën C5 (2009)
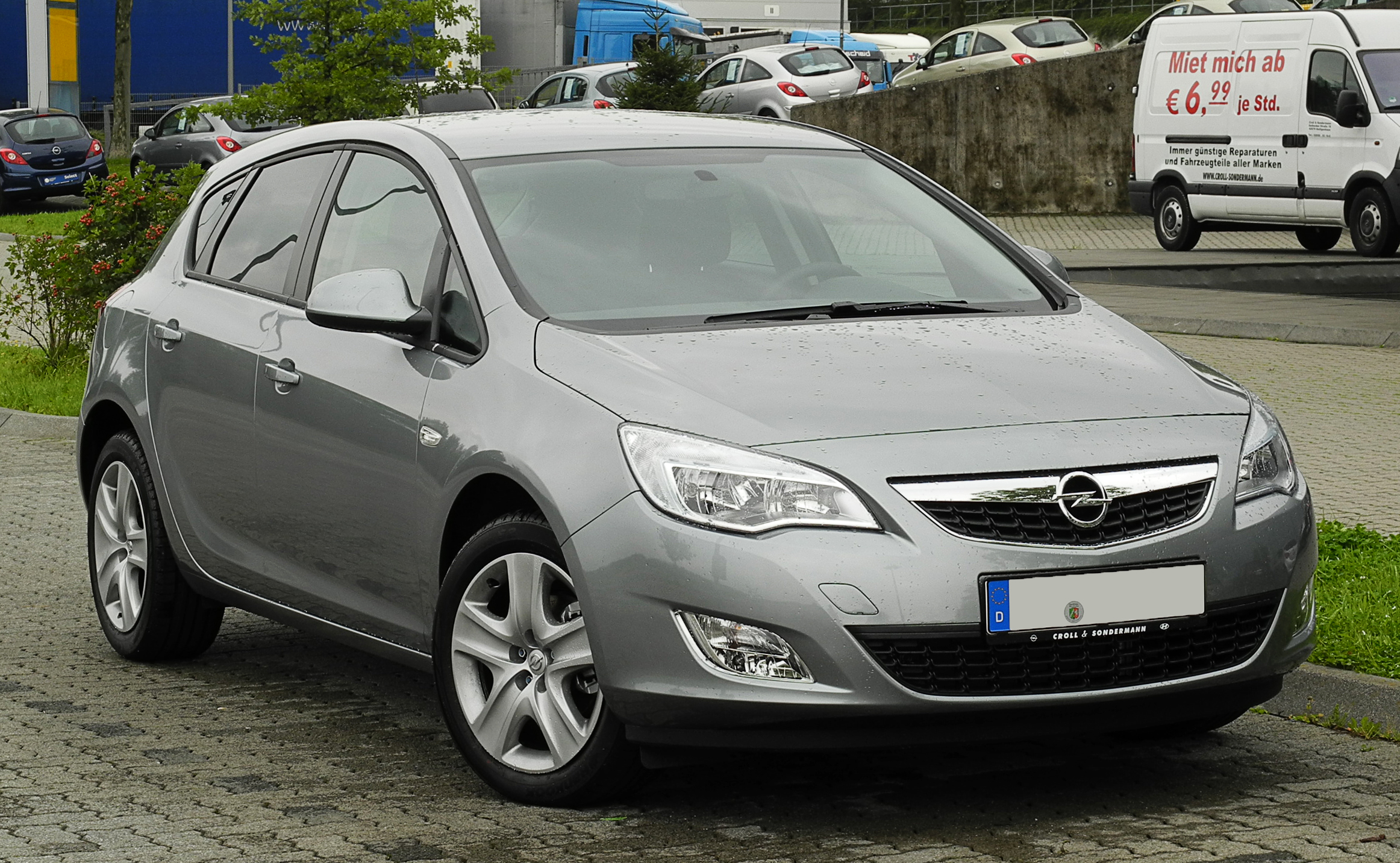
Opel Astra (2010)
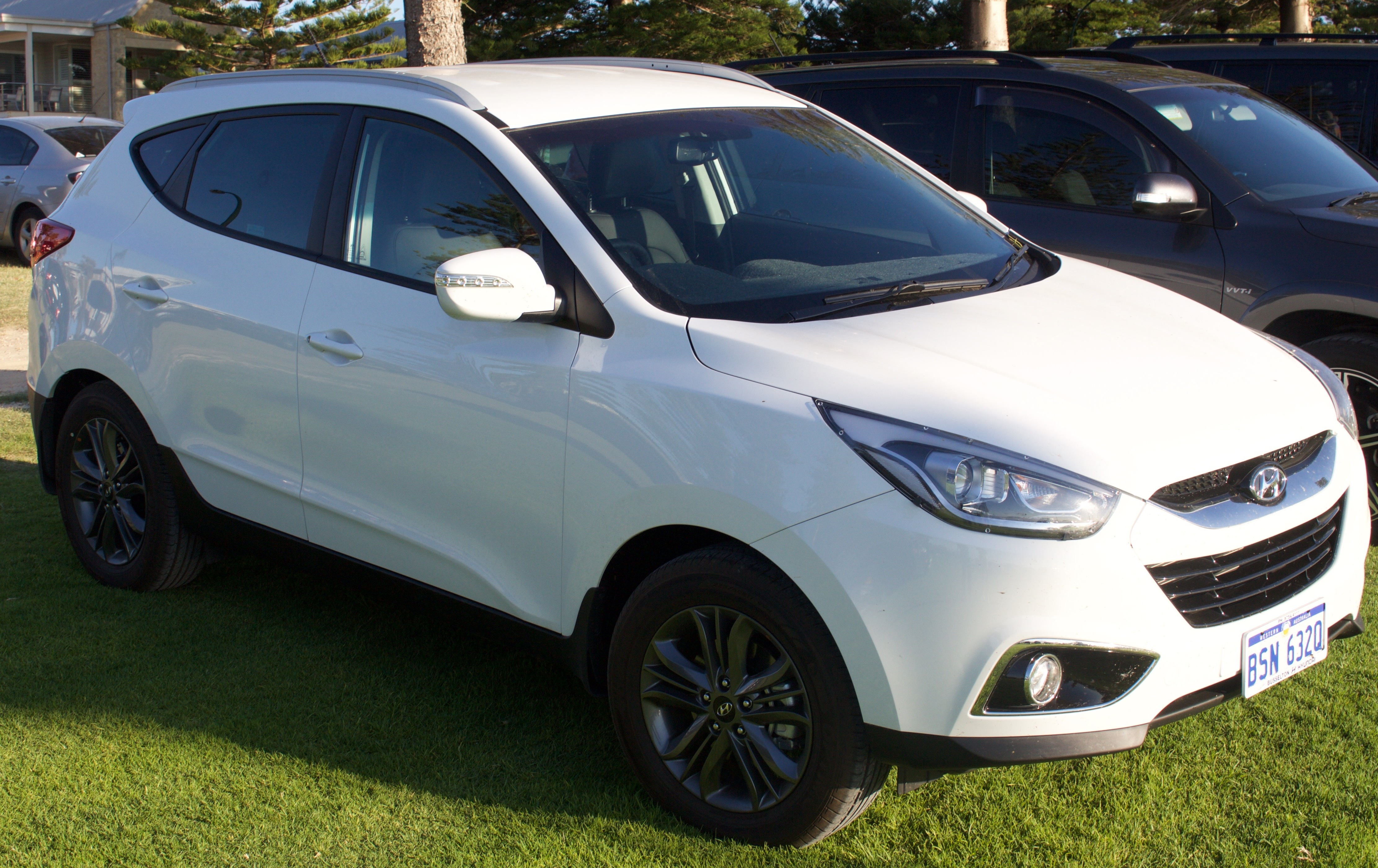
Hyundai ix35 (2011)
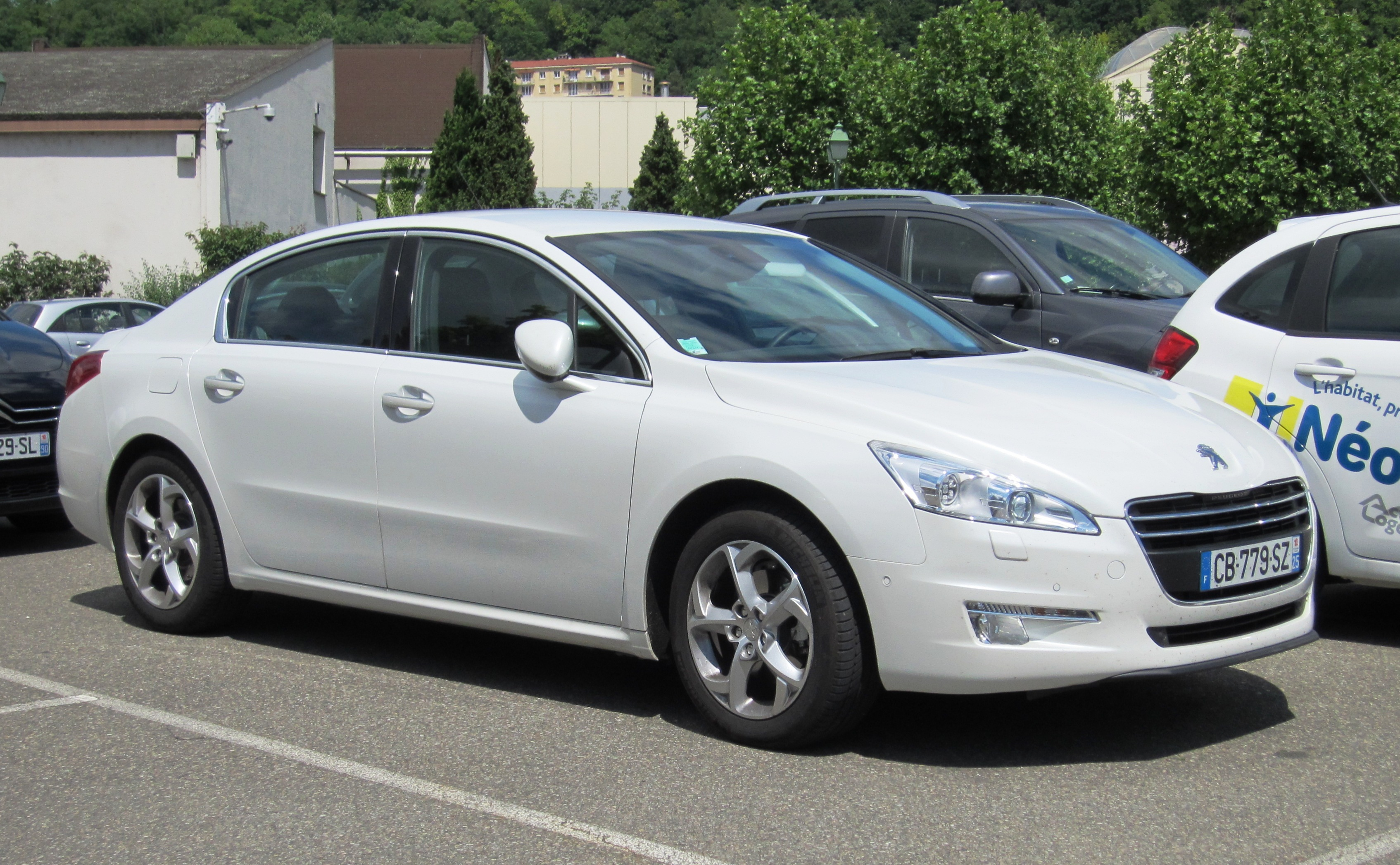
Peugeot 508 (2012)
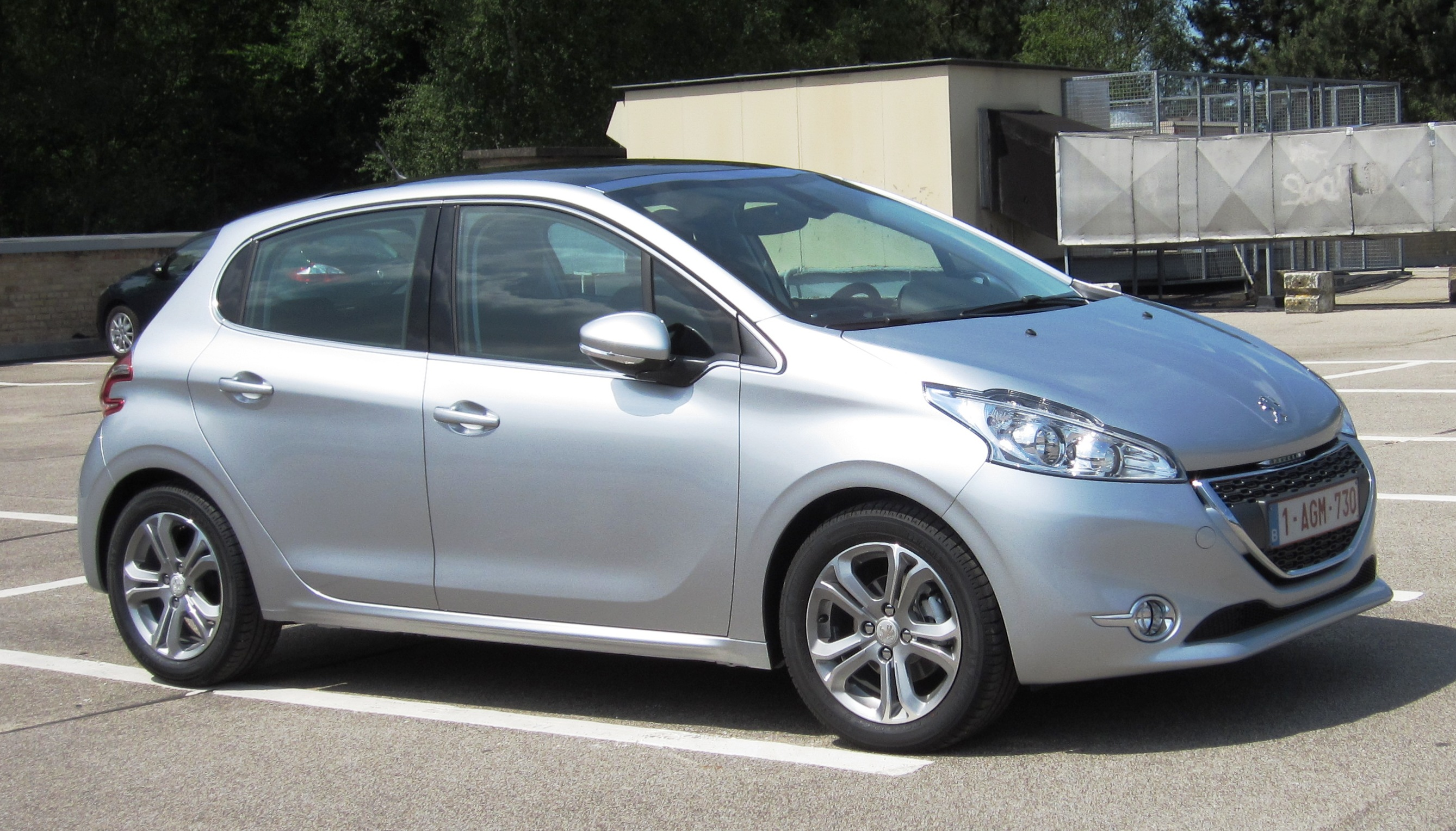
Peugeot 208 (2013)
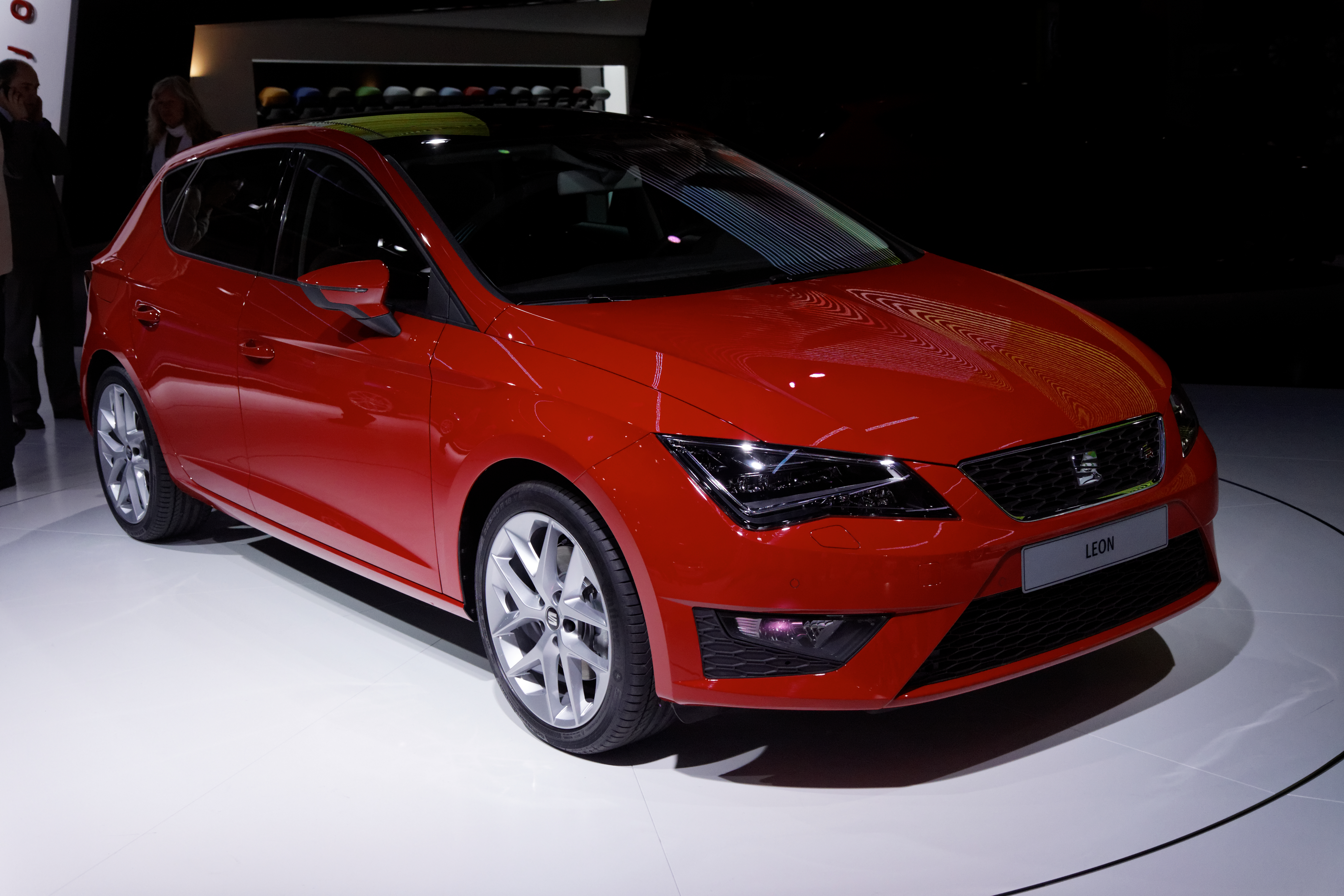
SEAT León (2014)
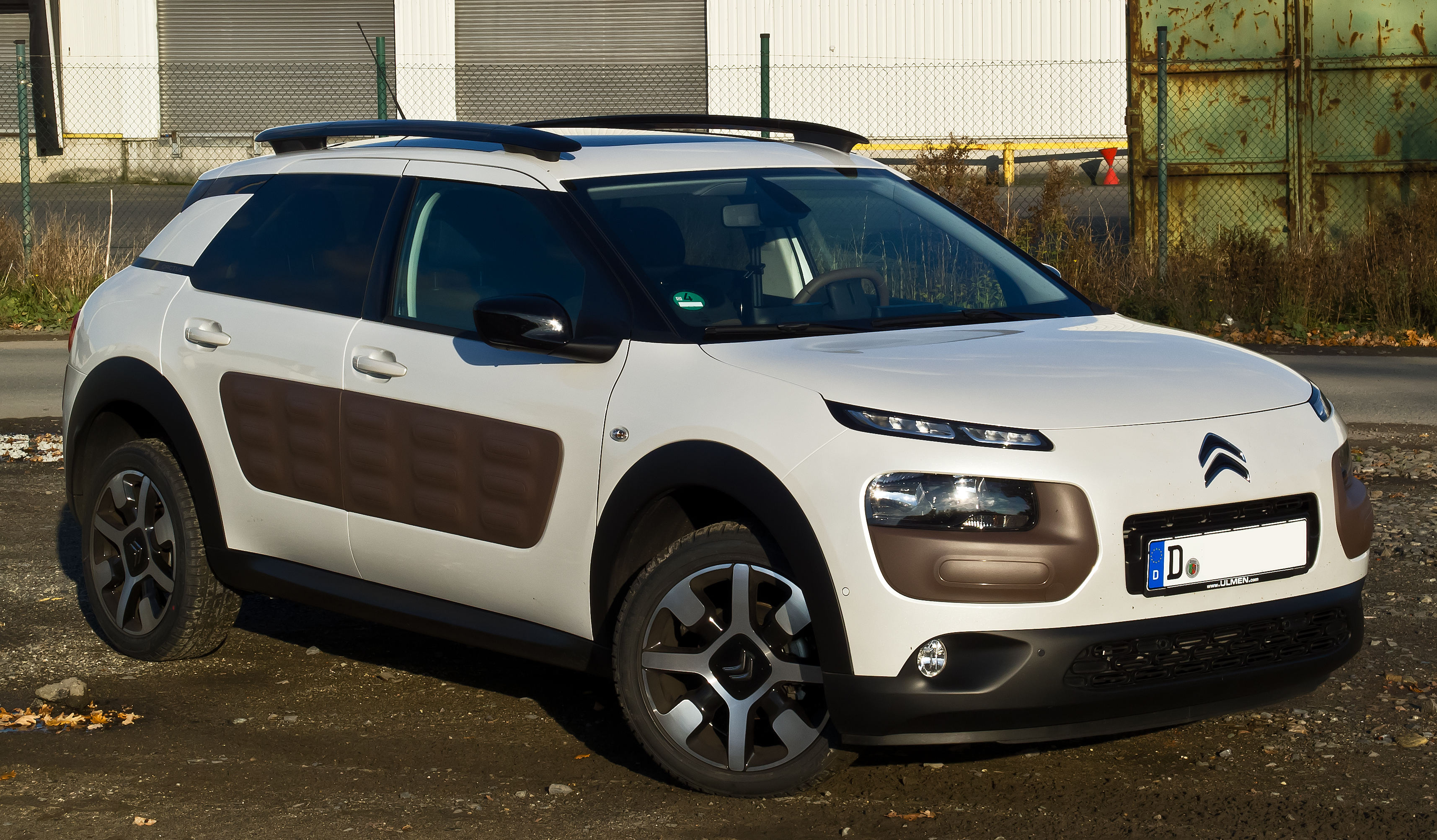
Citroën C4 Cactus (2015)
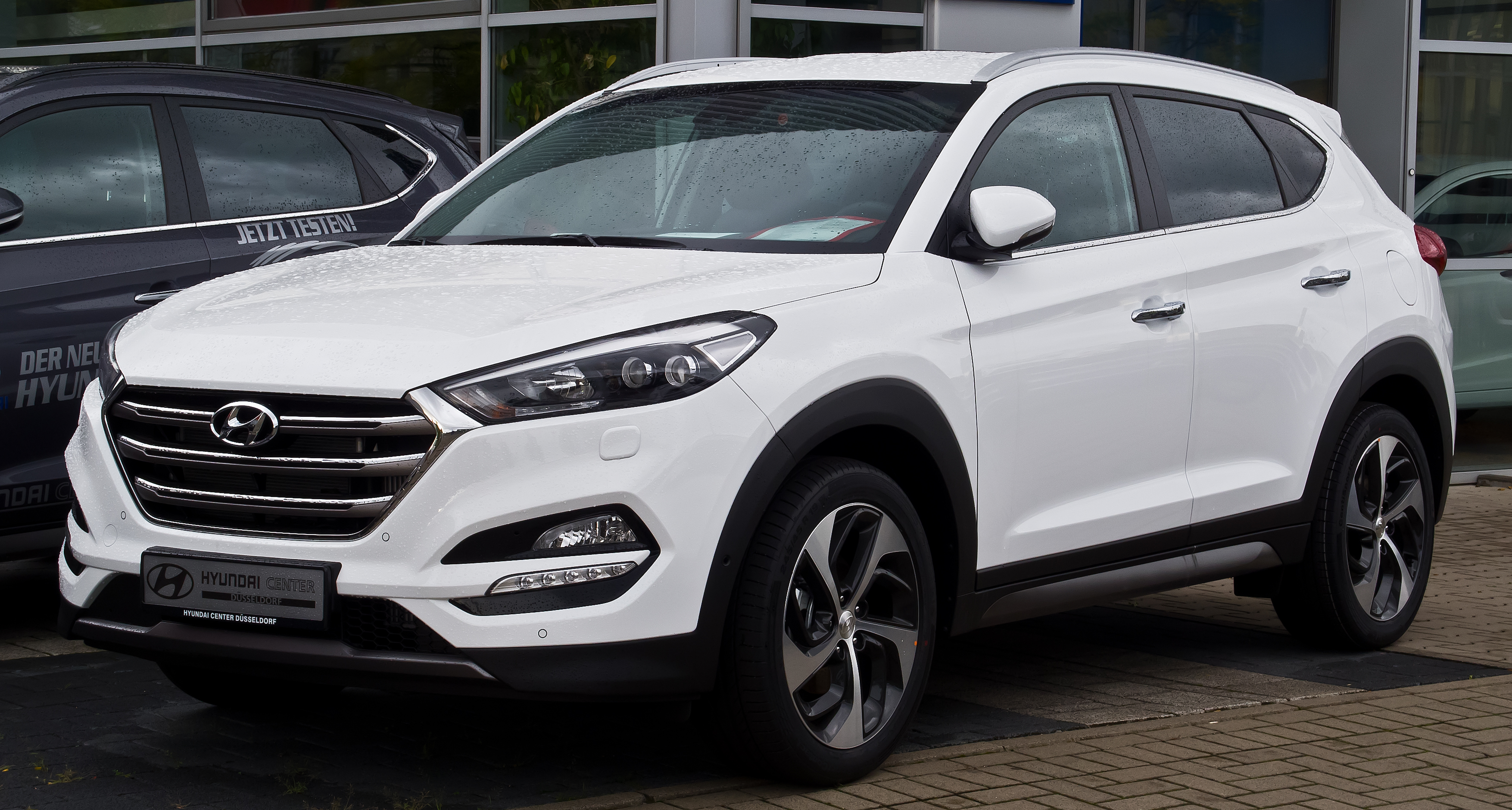
Hyundai Tucson (2016)
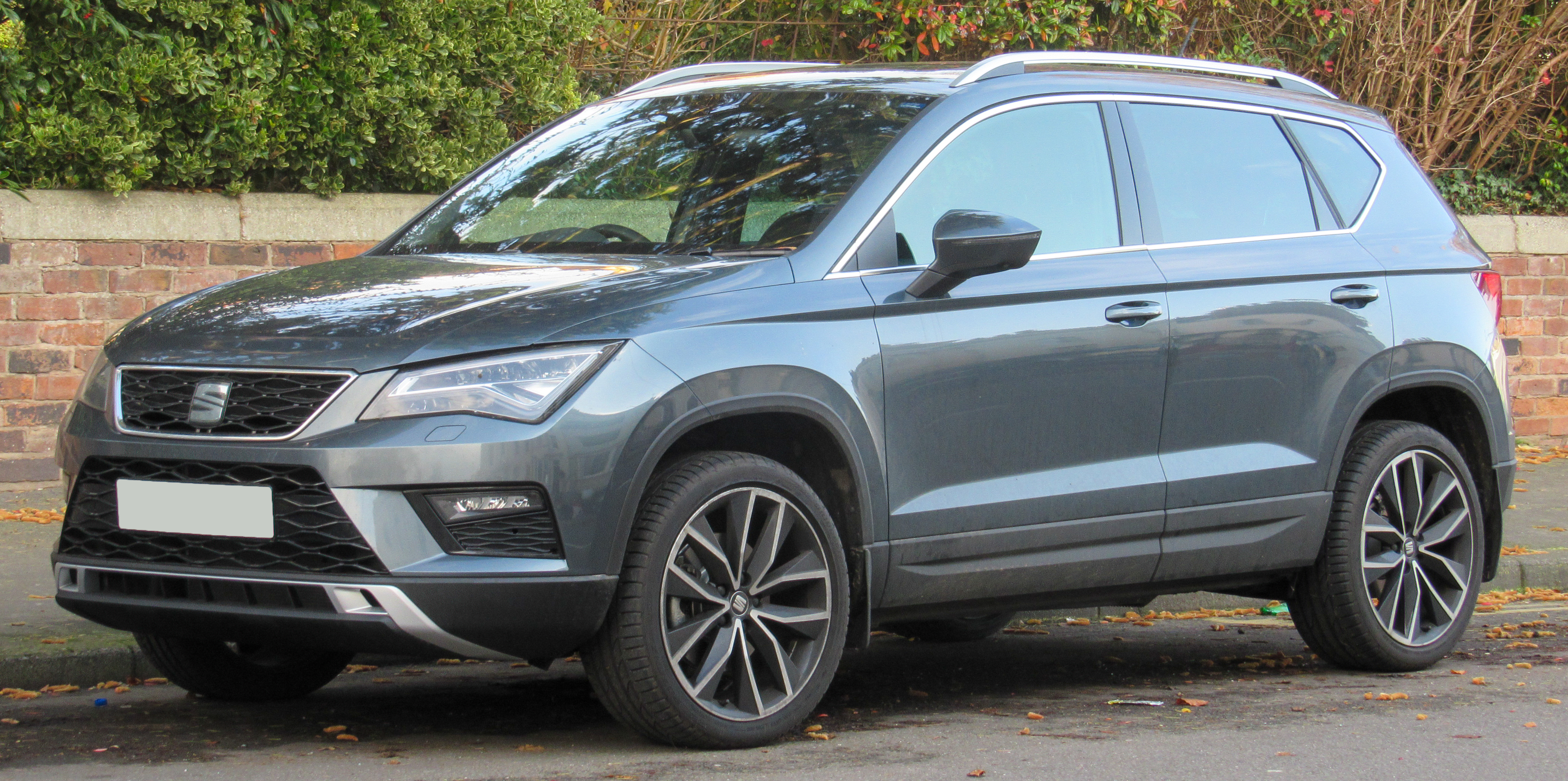
SEAT Ateca (2017)
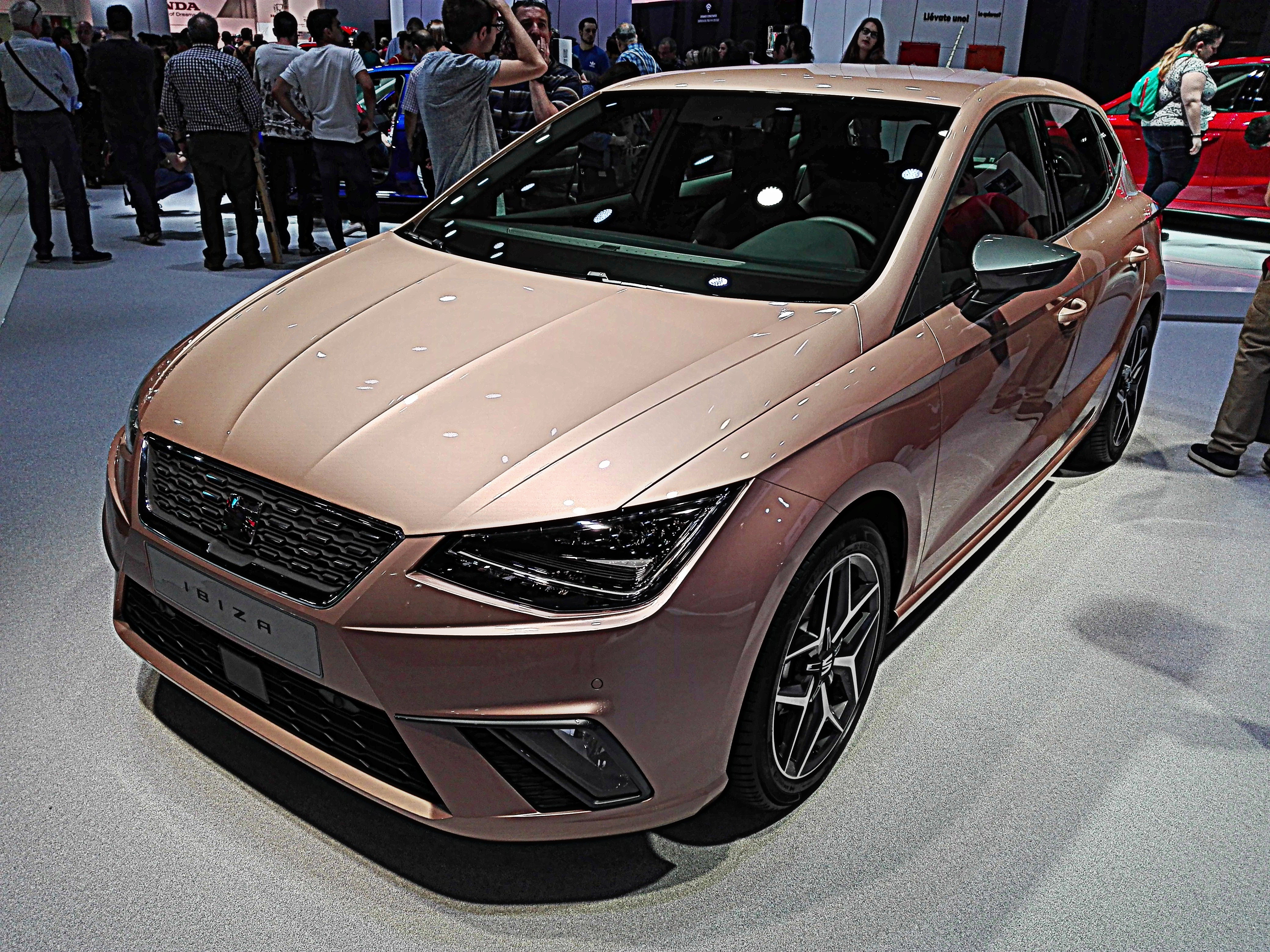
SEAT Ibiza (2018)
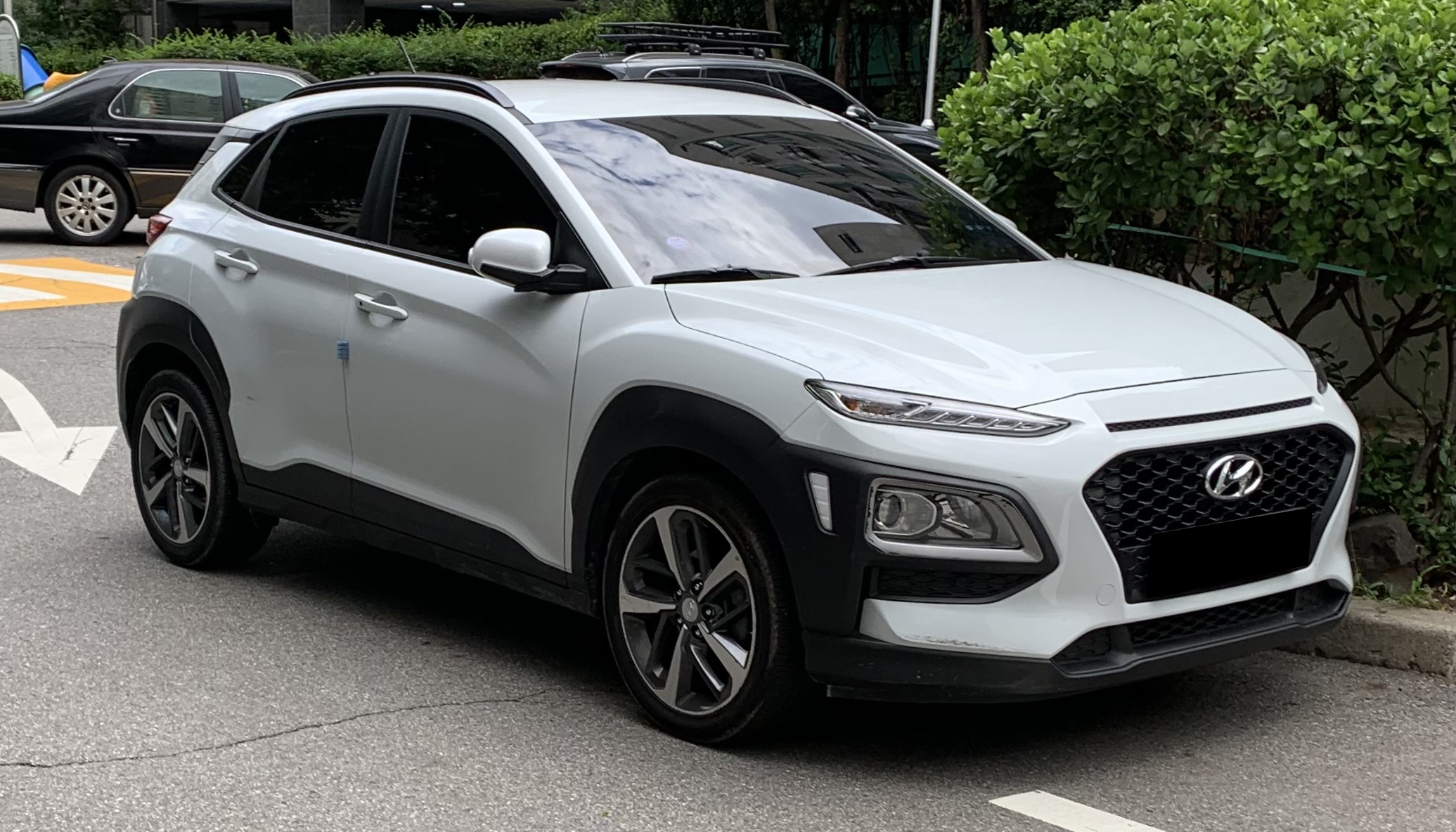
Hyundai Kona (2019)
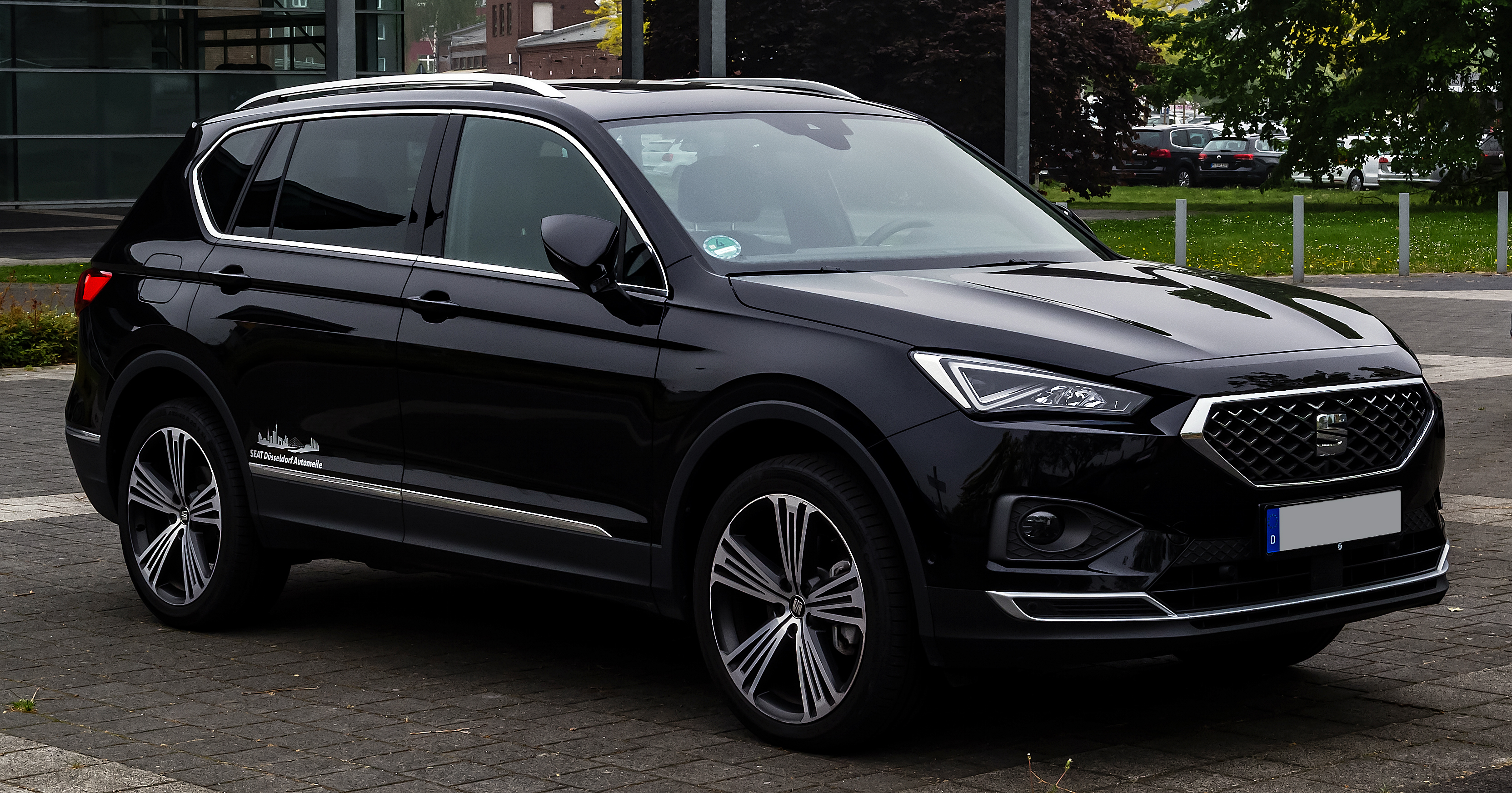
SEAT Tarraco (2020)
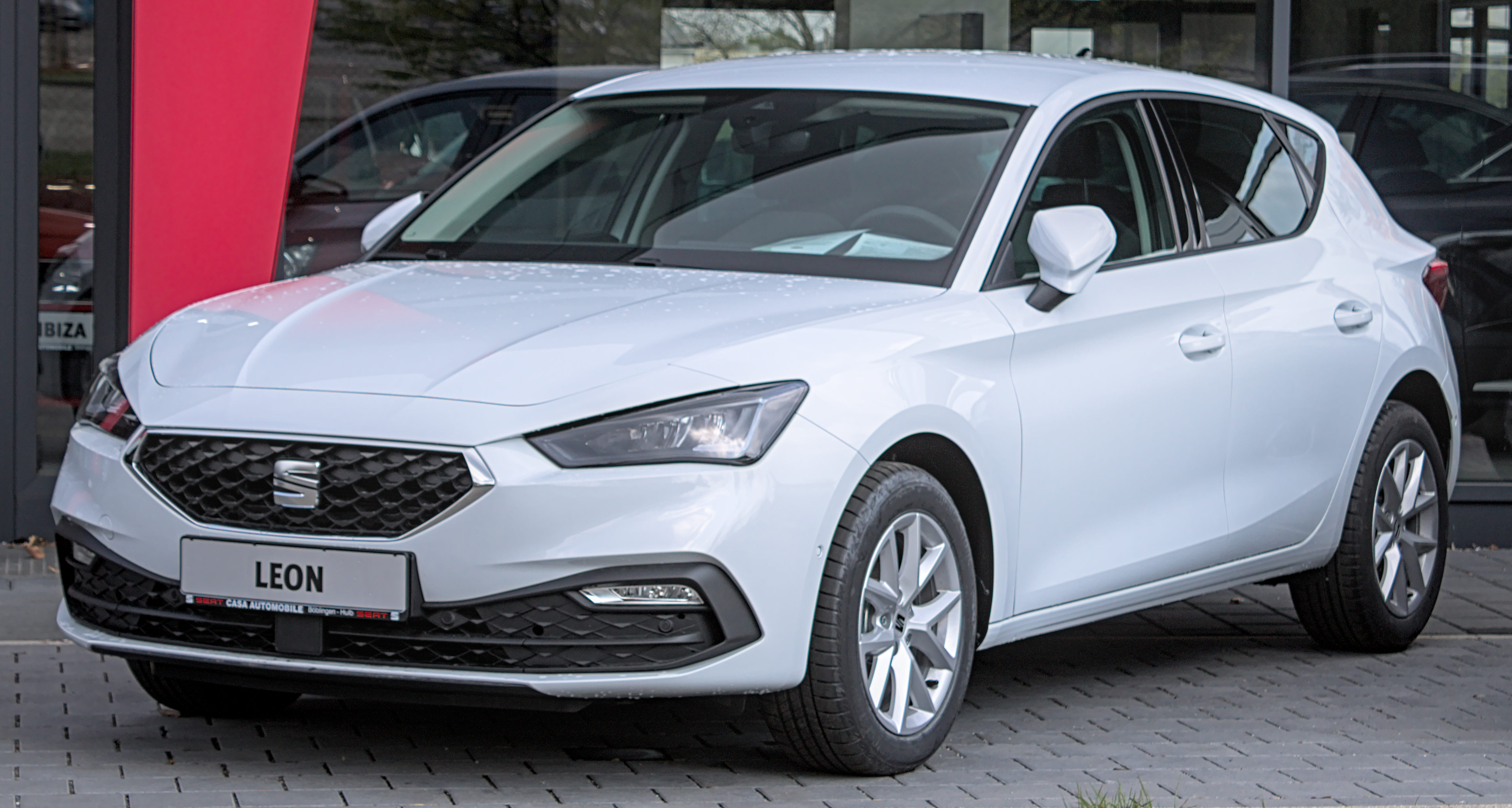
SEAT León (2021)
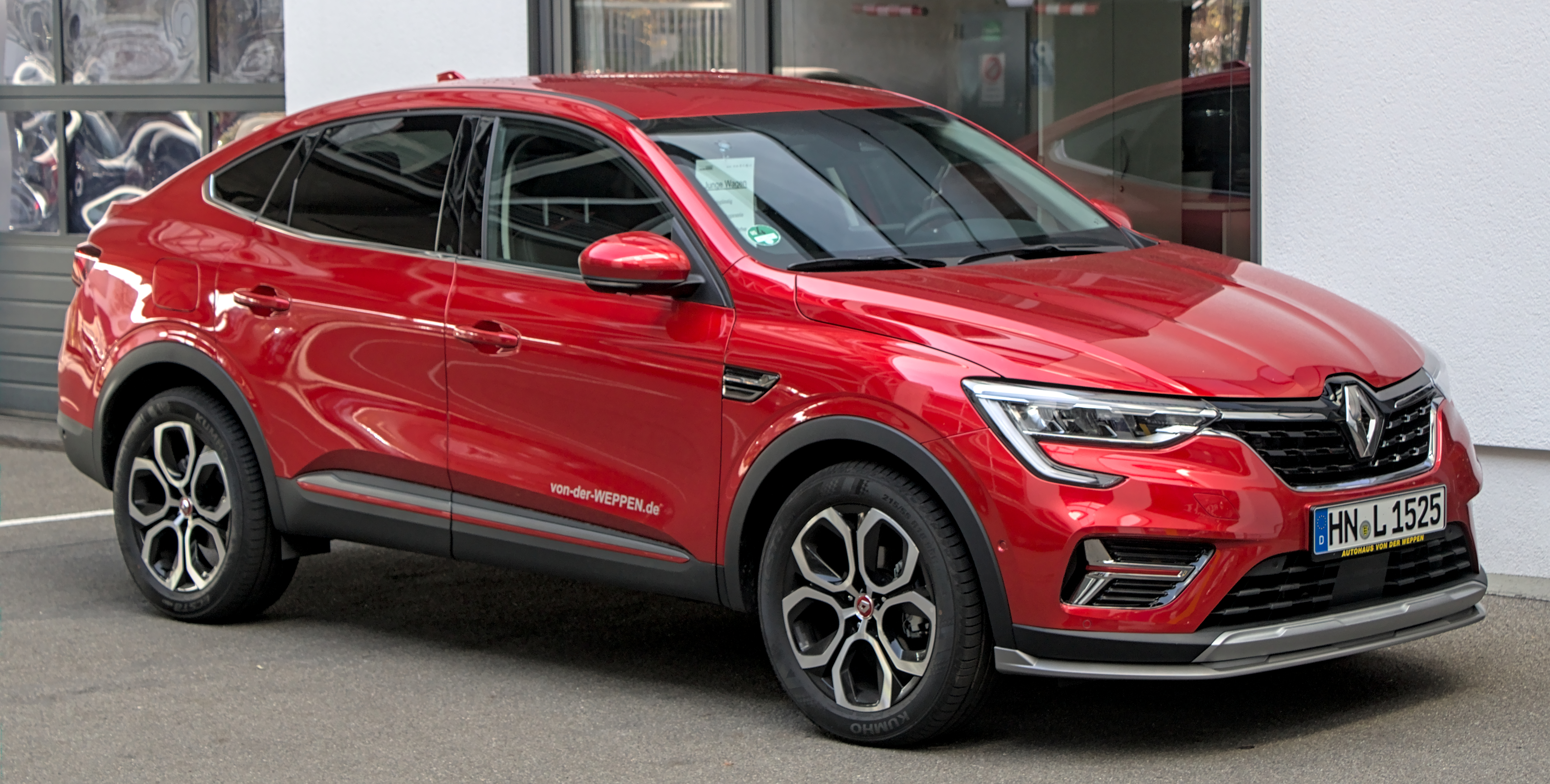
Renault Arkana (2022)
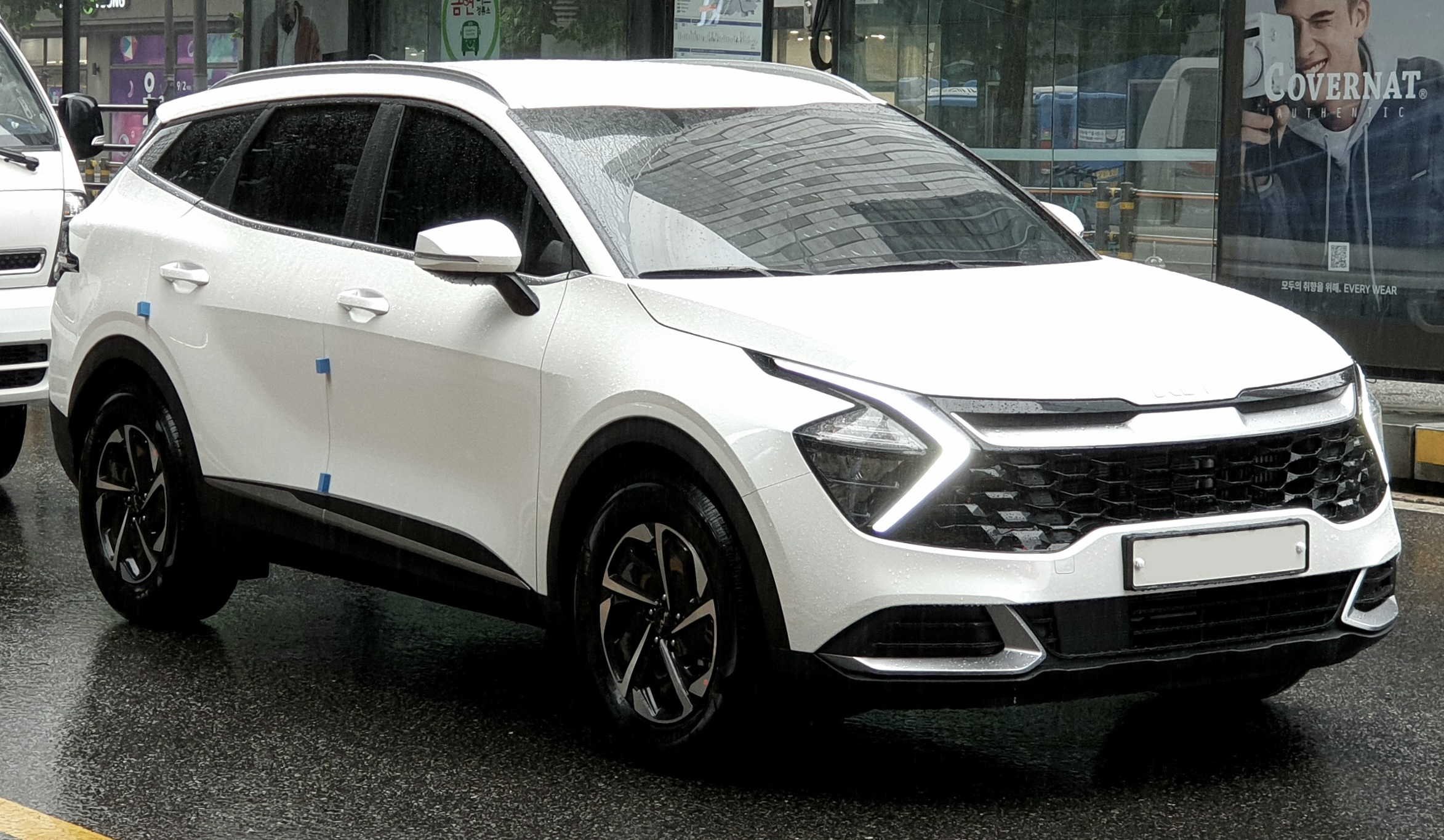
Kia Sportage (2023)
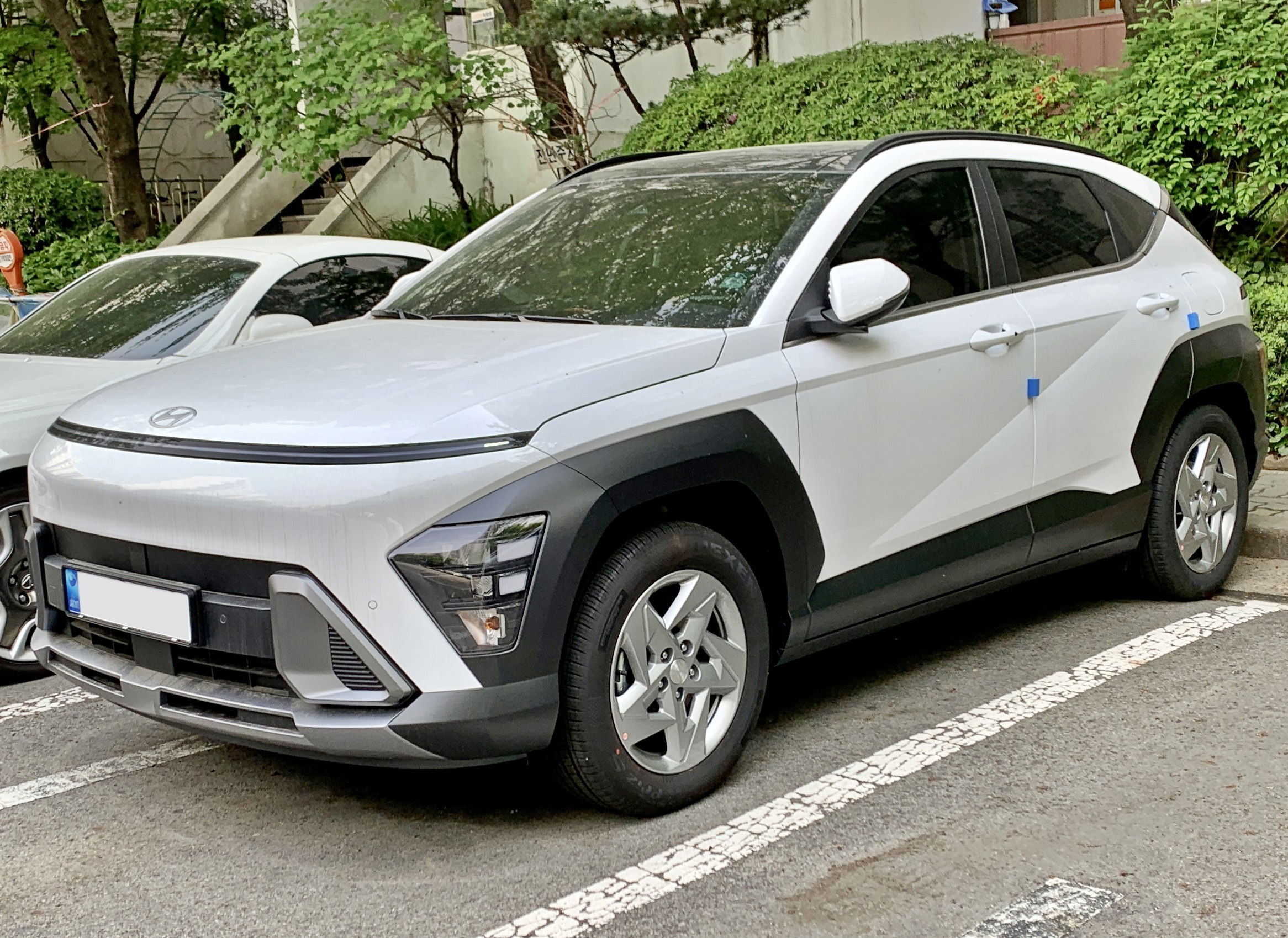
Hyundai Kona (2024)
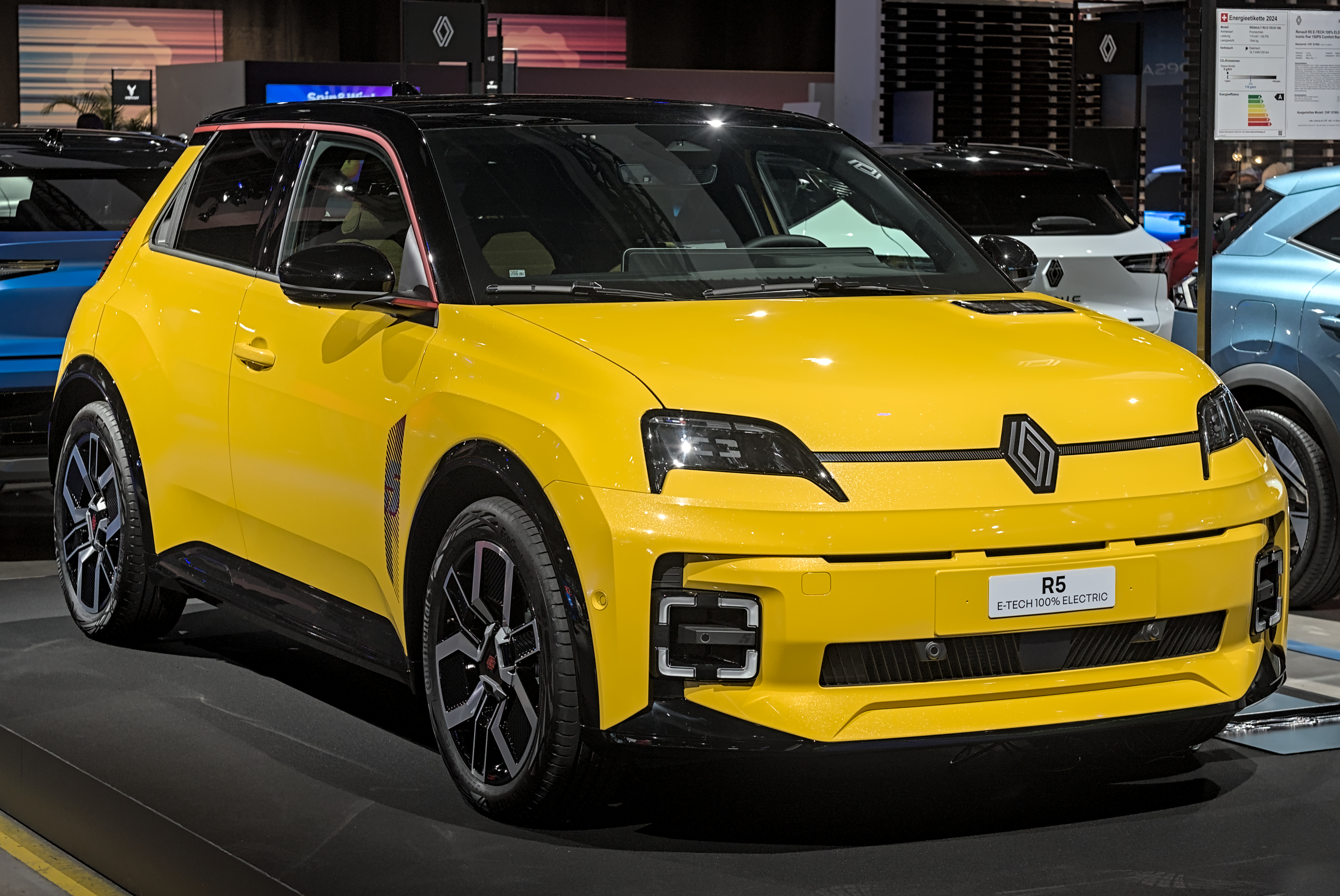
Renault 5 E-Tech (2025)